# Württembergische Armee

Fahne der Württembergischen Armee

Das Heerwesen des deutschen Staates Württemberg bis 1918 wird als Württembergische Armee bezeichnet. Es handelt sich hierbei um die Truppen, die von Württemberg für die Landesverteidigung und als Kontingente des Schwäbischen Reichskreises/Reichsarmee, des Rheinbundes, des Deutschen Bundes und des Reichsheeres unterhalten wurden. Zusätzlich gab es vor allem im 18. Jahrhundert Subsidienregimenter, die zur Finanzierung der regulären Armee und zur Aufbesserung der Kasse des Herzogs gegen Geldzahlungen ausländischen Mächten überlassen wurden. Diese Praxis wurde oft als „Soldatenhandel“ kritisiert. Teil der Armee war von 1807 bis 1918 auch das Landjägerkorps als Staatspolizei, wenn die Gendarmen auch in der normalen Dienstausübung den unteren Zivilbehörden unterstanden.

## Herzogtum Württemberg bis 1805

### Militärverwaltung
1704 wurde ein Kriegsratskollegium gebildet, das zunächst den Herzog unterstützte und zunehmend die Militärverwaltung übernahm.

### Vasallenheer
Bis in das 16. Jahrhundert bot der Herzog bei Bedarf seine Lehensleute zum Kriegsdienst auf. In der Zweiten Regimentsordnung (Regiment in der ursprünglichen Bedeutung „Herrschaft“) von den fürstlichen Räthen, Prälaten, Rittern und der Landschaft errichtet vom 14. Juni 1498 sollten von den 100 Pferden am Hofe „sübentzig oder achtzig gerüst sein … zu Handthabung uffenthalt und beschirmung diß fürstentumbs landt und lüt dienende“. Auch wurden Feldhauptleute bestimmt: „und damit die zyt des frieds und kriegs nach aller nottdurft und gebür versehen werde So ordnen wir zu houptleuten inß feld graue [Graf] Wolffgangen von fürstemberg lanfhoffmaistern Graue Andressen von sonnenberg und Dieterichen von wyler“.
In der zweiten Landes-Ordnung vom 10. April 1515 wurden die Amtsleute angewiesen: „Item es sol auch ain jeder syn wer und harnasch sauber haben und halten, und damit gerüßt syn jeder zyt uß zu ziehen“.
Am 8. September 1519 zum Beispiel erging ein Befehl des Herzogs an seine Landsassen, Lehens- und Dienstleute, gerüstet nach Stuttgart zu kommen und noch am 31. Januar 1633 wurde den Lehensleuten befohlen, „… am 11. März 1633, gerüstet mit Roß und Mann in Stuttgart sich zu stellen“.
Nach dem Dreißigjährigen Krieg wurden die Vasallen nicht mehr aufgeboten.

### Landmiliz
Das Herzogtum Württemberg hielt an dem alten Prinzip, zur Verteidigung des Landes alle waffenfähigen Männer aufzubieten, bis zu seinem Ende fest. In Württemberg hieß dieses System Landmiliz, auch Landesausschuss oder Landesdefension, andere deutsche Länder bezeichneten es auch mit Landesaufgebot oder Landesauswahl.
Die württembergischen Landstände – ihr gehörten im 15. Jahrhundert noch Ritterschaft, Prälaten und Landschaft (= Ehrbarkeit der Städte und Ämter) an – hatten seit dem Münsinger Vertrag von 1492 und dem Tübinger Vertrag vom 8. Juli 1514 erhebliche Mitspracherechte: Kriege zur Rettung von Land und Leuten sollten mit Rat und Wissen, sonstige Kriege mit Rat, Wissen und Willen des Landtages zu führen sein. Der Herzog sollte nach altem Herkommen für Versorgung und Ausrüstung aus den Erträgen des Kammergutes aufkommen, während die Landschaft „mit iren lyben“ durch Gestellung der Mannschaften beteiligt war. So konnte der Herzog die Landmiliz zwar organisieren, sie allerdings nur mit der Zustimmung der Landstände auch tatsächlich aufbieten.
Nach der oben bereits genannten zweiten Landes-Ordnung vom 10. April 1515 war neben den zu Pferd dienenden Lehensleuten jeder Württemberger im Rahmen des Landesaufgebotes wehrpflichtig. Das Landesaufgebot wurde zur Musterung und zu Übungen in die Amtsstädte einberufen, im Übrigen trat es aber nur bei drohendem Krieg zusammen.
Im Bereich der Städte Ebingen und Balingen waren die Einsatzorte an strategisch wichtigen Orten, Dobelsteige und am Lochenpass vorab festgelegt. Übungen fanden sonntags an Zielstätten in den Dörfern statt. Bei Wettschießen konnten Preise gewonnen werden.
Die Amtsleute wurden immer wieder aufgefordert, festzustellen, „wie viel alter und junger Knecht, so sich der Krieg geubt und gebrucht hab, in jedem Ampt sein mögen“ (am 19. Januar 1516) oder wie viel Pferde und Männer zu Pferde oder zu Fuß in „seines Ampts Stette, Dörffern oder Hefen“ (am 14. August 1521) vorhanden seien.
Am 13. März 1614 erließ der Herzog ein Rescript, betr. die Musterung und Auswahl im ganzen Lande, und Bewaffnung. Dass die Auswahl nicht nur auf dem Papier stand, sondern zumindest zeitweise Mannschaften zur Landmiliz eingeteilt waren, kann man den Unterlagen entnehmen: Am 17. August 1610 erging ein Ausschreiben an die Ämter ob der Staig, 40 Mann (20 Musg., 20 Spieß) für die „Abrichtung zue Nothwendigen gebrauch der Wehren“ nach Stuttgart zu senden oder am 2. August 1726 das Generalrescript betreffend das Verbot der Exercitien mit der Landmiliz während des Gottesdienstes.
Zum ersten Mal wurde die Landmiliz aufgeboten zu Beginn des 17. Jahrhunderts. 1618 bewilligte die Landschaft Geld zur Anschaffung eines Vorrats in allen Ämtern und Städten als Vorbereitung zur Landesdefension. Zu Beginn des Folgejahres 1619 erfolgte eine allgemeine Musterung der Landesauswahl mit dem Ergebnis, dass über 10 % der 67.612 wehrhaften Männer eine Muskete besaßen.
Durch den Landtagsabschied vom 15. Juni 1622 zur Aufstellung einer allgemeinen beständigen Landesdefension sollten vier Regimenter (2 ob der Staig, 2 unter der Staig; damit gemeint sind die Rekrutierungsgebiete von südlich und nördlich der Stuttgarter Weinsteige) aufgestellt werden mit jeweils 3.000 Mann in 10 Kompanien zu 300 Mann. Gleichzeitig wurden zur Bezahlung in Kriegszeiten 1.000 fl (Gulden) vierteljährlich und 3 fl / Kopf / Monat im Felde bewilligt.
Der Landtagsabschied vom 23. März 1623 bewilligte für weitere zehn Monate je 45.000 fl, aber die Verpflegung war bei Auszug durch den Herzog zustellen, sowie 10.000 fl zur Vollendung und Erhaltung des Landgrabens. Im März 1624 erfolgte die Abdankung der Miliz, den Offizieren wurde ein Wartegeld gezahlt.
Im General-Ausschreiben, enthaltend die Anordnung der allgemeinen Landesdefension vom 9. November 1626 waren u. a. Regeln und Verhaltensweisen für die „Obriste Sampt seinen Vnderhabenden hohen vnnd annderen Officirn, Capitaini, Beuelchshabern, vnnd Kriegsleütten“ einschließlich Sold im Felde für das „Regiment zu Fuß Beniamin Büwingkhausen v. Wallerod“ und die drei Compagnien zu Pferdt geregelt.
Mit dem Restitutionsedikt von 1629 wurden diese Truppen aufgelöst. Doch durch den Kriegseintritt Schwedens änderte sich die Vorzeichen abermals. Herzog-Administrator Julius Friedrich verbündete sich mit dem Schweden-König Gustav Adolf und hob die Landesdefension wieder aus. Zusätzlich stellte er durch Werbung zwei Infanterieregimenter nach schwedischem Muster in Dienst. 6000 Mann Landvolk, unter dem Befehl des Obersten Pleickhard von Helmstädt, kamen nun unter schwedisches Kommando und begaben sich ab 1632 auf Kriegszug nach Oberschwaben, Baar, ins Kinzigtal und Kraichgau, eroberten dabei Memmingen, Ravensburg, Wangen im Allgäu, Kempten, Offenburg und belagerten Villingen (die Belagerung wurde nach der Schlacht bei Nördlingen aufgehoben).
Zur Schlacht bei Nördlingen waren demnach noch 2 Regimenter einsatzfähig. Die Landregimenter I (ob der Steig) und II (unter der Steig) sammelten sich unter ihren Befehlshabern Melchior Linckh und Michael von Grien im August 1634 bei Göppingen. Dort kamen sie unter Oberkommando des Schwedischen Obristen Philipp von Liebenstein und trafen schließlich von dort aus am 25. August 1634 im protestantischen Feldlager ein. Während der Schlacht nahmen etwa 1000 Württemberger am Sturm des Albuch teil, 2000 kämpften am linken schwedischen Flügel im Heselwald und 2000 waren mit der Deckung des Trosses beauftragt. Die Verluste der Miliz waren verheerend: „Die guten Württemberger Bauern“ sah man nach der Schlacht „in großen Mengen und ganz gliederweis verstreut in ihren weißen Zwilchkitteln und Räntzlein …“. Die herzoglichen Räte notierten in einem Schreiben vom 3./13. September insgesamt 2000 Gefallene. Nach der Niederlage bei Nördlingen, wurden die württembergische Einheiten aufgelöst.
Recht bald nach dem Ende des Dreißigjährigen Krieges erging am 18. September 1652 ein Generalrescript, die Landesdefension und Auswahl zu Roß und zu Fuß betreffend zur Regelung der Landmiliz. 1655 bestanden die Truppen der Landmiliz (Landesausschuß) aus vier Regimentern, die nach dem „Befehl, daß und auf welche Weise der Abgang bei den neu errichteten Regimentern zu Roß und zu Fuß ergänzt werden solle“ vom 13. März 1655 vor der nächsten Visitation wieder voll aufgestellt werden sollten:
- Leibregiment mit acht Kompanien zu Fuß und fünf Kompanien zu Pferd
- Johann Friedrichs von Württemberg Regiment mit acht Kompanien zu Fuß und vier Kompanien zu Pferd
- Widerholdisches Regiment mit acht Kompanien zu Fuß und fünf Kompanien zu Pferd
- Pflaumerisches Regiment mit acht Kompanien zu Fuß und drei Kompanien zu Pferd

Die Infanterie-Kompanien bestanden je zur Hälfte aus Pikenieren und Musketieren.
Am 30. September 1663 waren die württembergischen Lehensleute „mit guter, zu dieser zeit üblichen Rüstung, wie es zum Feldzug und Ernst gehört, auch deinem Stand gebührt, und in der Anzahl wol mundierten Pferdt, so du zu Dienst, dessen von uns tragenden Lehens halber, zu tragen verbunden“ aufgeboten worden, am 12. September alle reißigen Schultheiß, Amtsknechte usw. mit guten Pferden und Waffen (Karabiner oder Feuerrohr und Pistole). Bei der Musterung des Landausschusses waren unter 58.376 männlichen Personen 33.685 Landwehrpflichtige im Alter von 17 bis 55 Jahren, unter denen etwa 9.000 zum Dienst bestimmt wurden:
| Truppen                          | Stärke     |
| -------------------------------- | ---------- |
| 18 Kompanien Reiter und Dragoner | 1.690 Mann |
| gelbes Regiment                  | 1.851 Mann |
| blaues Regiment                  | 1.852 Mann |
| schwarzes Regiment               | 1.800 Mann |
| rotes Regiment                   | 1.799 Mann |

Außerdem hatten 104 Lehensleute des Herzogs 173 Reiter zu stellen.
Als Erbprinz Wilhelm Ludwig nach seiner Vermählung in Darmstadt am 12. Februar 1674 in Stuttgart einzog, waren sämtliche Truppen des Herzogtums „in ihrer vollen Stärke zum Empfang … auf der Feuerbacher Heide in Schlachtordnung aufgestellt und begrüßten ihn beim Heranführen, bei der Ankunft und beim Weiterfahren mit 3 Salven“. Die Landmiliz war zu diesem Zeitpunkt gegliedert in
- drei Regimenter zu Pferd (das erste 600 Mann, die beiden anderen 580 Mann)
- vier Regimenter zu Fuß (je 1.000 Mann)

Außer den jährlichen Übungen und Musterungen der Kompanien fand alle drei Jahre eine Hauptmusterung statt, bei welcher auch die Musterrollen berichtigt wurden.
Die Landmiliz wurde im Französisch-Holländischen Krieg (1672–1679) teilweise aufgeboten und zunächst an den Grenzen des Herzogtums und in Heilbronn eingesetzt. Nach dessen Ende drängten die Landstände auf Verminderung der Landmiliz. Der Herzog-Administrator Carl Friedrich von Württemberg organisierte diese darauf 1677 selbständig neu in
- ein Regiment zu Pferd (800 Reiter und 200 Dragoner)
- vier Regimenter zu Fuß 1. Auswahl (vier Kompanien zu je 984 Mann)
- vier Regimenter zu Fuß 2. Auswahl (vier Kompanien zu je 819 Mann)

Das Reiterregiment und die Regimenter der 1. Auswahl sollten eine ständige Defensionsmiliz bilden. Er konnte sich mit den Landständen jedoch nicht über die Organisation und die Verteilung der Kosten einigen.
Im Pfälzischen Erbfolgekrieg waren sämtliche Württembergischen Truppen außer Landes. Daher wurde mit Zustimmung der Landstände die Landmiliz aufgeboten. Diese Landmiliz wurde am 14. Mai 1691 in reguläre (=regulierte) Soldtruppen umgewandelt (s. u.). Der Herzog-Administrator geriet im Herbst 1692 bei einem Gefecht zwischen Pforzheim und Ötigsheim in französische Gefangenschaft. Die „Mitvormünderin“ Herzogin Magdalene Sybille entließ daraufhin 3.000 Mann der zwangsausgehobenen und regulierten Landmiliz wieder.
1733 wurde das Landes-Defensions-Wesen neu geregelt. Es waren zwar alle Männer im Alter von 18 bis 36 Jahren zur Landmiliz verpflichtet, es gab jedoch viele Ausnahmen. Die Obervögte wurden zur Musterung vor oder auf Georgi verpflichtet.
Unter der Bedrohung durch französische Truppen im Ersten Koalitionskrieg (1792–1795) wurde die Landmiliz das letzte Mal im Herzogtum aufgeboten. Am 10. Februar 1794 erließ Herzog Ludwig Eugen ein General-Rescript, betreffend die Wiederaufstellung einer Landmiliz: in jedem Ort sollten die Männer von 17 bis 50 Jahren in drei Rotten (1. Rotte von 17 bis 30 Jahren, 2. Rotte von 31 bis 40 Jahren, 3. Rotte von 41 bis 50 Jahren) eingeteilt werden, ausgenommen Schul-, Kirchen- und Gerichtsdiener und Kranke, und bei Bedarf zur Verteidigung des Landes aufgeboten werden. Die Männer hatten „theils in der Amtsstadt, theils an den schicklichst gelegenen Orten des Amts in den ersten 14 Tagen täglich, sodann biß sie das nöthigste begriffen haben, wöchentlich 3 Tage, in der Folge aber alle Sonn- und Feiertage nach der Kirche in den Waffen, Schwenkungen und endlich im Schießen“ zu üben. So wurden aus der 1. Rotte, wo dies nicht ausreichte auch aus der 2. Rotte, eine Landmiliz in Stärke von 14.000 Mann aufgeboten und in Brigaden, jede zu zwei Bataillonen à drei Compagnien organisiert. Brigade-Commandanten sollten Stabs-Offiziere, die Bataillons-Commandanten Hauptleute und die Compagnie-Commandanten Premierlieutenante aus den aktiven Truppen sein, die Unteroffiziere sollten die Compagnie-Commandanten „aus noch tauglich beabschiedeten Unterofficieren und Soldaten nehmen, und womöglich dahin zu trachten suchen, daß in jedem Ort ein Unterofficier sei, damit das Exercieren der Milizmänner mit der geringsten Zeitversäumniß geschehen könne. … Die Mannschaft soll mit gleichen calibermäßigen Gewehren versehen werden, welche stets auf den Rathäusern in eigens dazu eingerichteten Gewehr-Kammern aufzubewahren, und nur zum Exerciren und für den Dienst abzugeben sind.“ Als Bezahlung erhielten
- Brigade-Commandant 75 bis 83 fl und 1 Pferderation
- Hauptmann 50 fl
- Premierlieutenant 25 bis 30 fl
- Secondlieutenant 8 fl 20 × (Kreuzer)

Die Unteroffiziere erhielten nur als Entschädigung für Zeitversäumnis bei den Übungen, da sie sonst ihren bürgerlichen Geschäften nachkommen konnten, monatlich
- Sergeant 2 fl
- Corporal 1 fl
- Gefreiter 50 ×
- Tambour 30 ×

Milizsoldaten erhielten nur eine „Ergötzlichkeit“ bei Übungen von der Compagnie aufwärts, bei den zwei ersten Zusammenziehungen der Compagnie je 6 ×, bei den zwei ersten Zusammenziehungen im Bataillon je 10 ×, beim Ausmarschieren aber täglich 12 ×, 2 Pfund Brot und frei Dach und Fach.
Aufgestellt wurden
| Brigaden                     | Bataillone                                                      |
| ---------------------------- | --------------------------------------------------------------- |
| 1. Brigade in Bönnigheim     | 1. Btl Lauffen a.N, 2. Btl Güglingen, 3. Btl Vaihingen a. d. E. |
| 2. Brigade in Ludwigsburg    | 5. Btl Ludwigsburg, 10. Btl Weinsberg, 15. Btl Marbach a. N.    |
| 3. Brigade in Tübingen       | 11. Btl Herrenberg, 12. Btl Tübingen, 14. Btl Urach             |
| 4. Brigade in Schorndorf     | 16. Btl Waiblingen, 17. Btl Schorndorf, 18. Btl Göppingen       |
| 5. Brigade in Calw           | 4. Btl Leonberg, 6. Btl Calw, 7. Btl Neuenbürg                  |
| 6. Brigade in Freudenstadt   | 8. Btl Dornstetten, 9. Btl Hornberg, 13. Btl Balingen           |
| Reserve-Brigade in Stuttgart | 19. Btl Kirchheim u. T., 20. Btl Nürtingen                      |

Für den Einsatz der Landmiliz wurde ein Plan zur Verteidigung des Landes in drei „Verteidigungslinien“ entworfen:
- die erste Linie von Heilbronn über den Oelbronner Wald, Knittlingen, Neuenbürg, Herrenalb, Kloster Reichenbach bis Hornberg,
- die zweite Linie von Heilbronn über den Oelbronner Wald, dann durch den Hagelschieß über Calw, Nagold, Sulz bis Rottweil, und
- die dritte Linie hinter dem Neckar von Heilbronn über Lauffen, Cannstatt, Plochingen, Nürtingen, Tübingen bis Balingen. Außerdem wurden die Pässe im Schwarzwald befestigt und die Festungswerke auf dem Hohentwiel verbessert.

Die Landmiliz wurde aber nicht mehr aufgeboten und eingesetzt.

### Konflikt zwischen Herzog und Landtag wegen der Finanzierung eines stehenden Heeres
Durch den Westfälischen Frieden hatten die Fürsten des Heiligen Römischen Reiches das Recht zur Aufstellung von stehenden Heeren (jus armarum) erhalten. Die Größe des eigenen Heeres demonstrierte nicht nur das machtpolitische Gewicht eines Fürsten, wegen des Finanzbedarfs zu seiner Unterhaltung zeigte es auch die wirtschaftliche Macht des Fürstentums. Daher waren die Fürsten bestrebt, ein möglichst großes stehendes Heer zu unterhalten.
Es lag im freien Ermessen der Herzöge, auf eigene Kosten durch Werbung von Söldnern Truppen aufzustellen. Da ihnen dazu aber das Geld fehlte, versuchten sie immer wieder, das Landesaufgebot in stehende Truppen umzuwandeln. Diesen Versuchen widerstanden die württembergischen Landstände mit der Auffassung, das Landesaufgebot reiche aus und sei leistungsfähig, auch könne der gemeine Mann nicht mit seinem Leib hinausziehen und dazuhin gegen alles Herkommen auch noch Geld für die Anwerbung meist Fremder ausgeben.
Im Französisch-Holländischen Krieg hielt der Landtag 1672 die vorhandenen 180 Mann zu Fuß und 86 Reiter der Leibwache zunächst für genug, bewilligte aber dann doch Geld zur Anwerbung weiterer 20 Mann zu Fuß sowie für die Stellung zum Reichsheer für 100 Reiter und 200 Mann zu Fuß. Erst 1673 angesichts der Bedrohung durch Frankreich genehmigte er 33.000 fl (Gulden) für die Anwerbung von 300 Reitern und 1.000 Mann Fußvolk außerhalb des Kreiskontingentes: das u. a. Herzogliche Regiment zu Fuß.
1691 machte Herzog-Administrator Carl Friedrich von Württemberg den Landständen den Vorschlag, die Landmiliz in reguläre Soldtruppen umzuwandeln. Diese weigerten sich mit dem Hinweis, die bisherige Einrichtung reiche zur Verteidigung des Landes, mehr Militär würde nur zu eifrigerer aktiven Teilnahme am Krieg verleiten und so den Feind zu Angriffen auf das Herzogtum reizen. Auch ohne die Zustimmung wandelte der Herzog-Administrator mit Werbung und zusätzliche Zwangsaushebungen die Truppen um. Zur Deckung der Kosten wurden eine Kopf- und Familiensteuer und die Erhebung des dreißigsten Teils vom Frucht- und Weinertrag, die sogenannten „Trizesimen“, erhoben. Diese Mittel reichte aber zum Unterhalt der Truppen nicht aus. Nachdem Carl Friedrich 1692 in französische Gefangenschaft geraten war, wurden die Trizesimen nicht mehr erhoben.
Der Streit mit den Landständen ging auch unter Herzog Eberhard Ludwig weiter. Der 1698 einberufene Landtag stimmte der Finanzierung der auf knapp 2.000 Mann (einschließlich 850 Mann Kreiskontingent) erhöhten Truppen nicht zu und forderte deren Entlassung. Daraufhin löste der Herzog den Landtag auf. Zur Finanzierung der Truppen schrieb er ohne Zustimmung der Landstände wieder die Trizesismen aus. Der Streit über die Finanzierung wurde erst 1724 beigelegt. Gegen Abschaffung der Trizesismen und der Landesauswahl (Zwangsaushebung) bewilligte der Große Ausschuss des Landtags zunächst probeweise jährlich 360.000 fl (Extraordinarii) zur Unterhaltung der geworbenen Truppen und zur Bestreitung der Kreisextraordination (Steuer des Schwäbischen Reichskreises zur Bezahlung des stehenden Heeres). Diese Summe wurde unter Eberhard Ludwig und seinen Nachfolgern beibehalten und 1739 auf 460.000 fl erhöht. Damit war die Finanzierung des stehenden Heeres im Herzogtum Württemberg endgültig gesichert.
Der Konflikt zwischen Herzog und Landtag hinsichtlich notwendiger Truppenstärken und ihrer Beschaffung blieb aber bis zum Ende des Herzogtums bestehen. So verstärkte Herzog Carl Eugen die Truppen eigenmächtig bis auf zeitweise 15.000 Mann, vor allem mit Hilfe französischer Subsidien, und trieb die dazu notwendigen Mittel verfassungswidrig ein. Der Gegensatz zur Landschaft wurde schließlich durch den „Erbvergleich von 1770“ beendet, der das württembergische Heer wieder auf den Stand von 1739 zurücksetzte.

### Herzogliche Haustruppen
Als Haustruppen wurden im Herzogtum Württemberg die stehenden Truppen des Herzogtums bezeichnet zur Unterscheidung von der Landmiliz oder den Kreistruppen. Die Rekrutierung der Mannschaften erfolgte der Zeit entsprechend durch Werbung.
Nach damaliger Sitte wurden die Regimenter nach ihrem jeweiligen Inhaber benannt. Das gleiche Regiment hatte somit im Laufe der Zeit unterschiedliche Namen. (In der folgenden Darstellung ist dies mit „ab“ und Name in Kursivschrift vermerkt.)
1638 stellte Herzog Eberhard III. von Württemberg als ersten stehenden Truppenteil des Herzogtums eine ständige
- Leibwache (Garde) zu Fuß mit einer Stärke von 180 Mann auf. Die Stärke sank in den folgenden Jahren auf 50 Mann, wurde aber bis 1673 wieder auf 400 Mann erhöht. Sie ging 1673 mit der 2. Armatur des Schwäbischen Reichskreises im „Herzoglichen Regiment zu Fuß“ auf.

1660 erhielt der Obristlieutenant und Commandant der Leibwache zu Fuß Herbert Balthasar von Klenk, Obervogt zu Göppingen, den Befehl, 100 Reiter anzuwerben. Diese waren ab 8. Mai 1660 als
- Leibwache (Garde) zu Pferd, ab 1711 Garde du Corps der nächste stehende Truppenteil des Herzogtums.

Württemberg war am 25. Oktober 1660 der Rheinischen Allianz beigetreten, für die es 100 Reiter und 200 Fußknechte zu stellen hatte. 1663 sandte der Herzog daher seine stehenden Truppen, 100 Reiter (Leibwache zu Pferd) und 200 Fußknechte (Leibwache zu Fuß), mit den Allianztruppen nach Ungarn. Im Frühjahr 1664 wurden diese Truppen durch neu geworbene 70 Reiter und 200 Fußknechte verstärkt. Die Allianz- und die Kreistruppen kehrten im Herbst 1664 zurück. Als die Kreistruppen „abgedankt“ (entlassen) wurden, behielt der Herzog sein durch Ausfälle geschrumpftes Kontingent mit Zustimmung der Landstände als Haustruppen im Dienst.
Im Französisch-Holländischen Krieg warb Herzog Eberhard III. ab 1673 neue Soldaten. 1674 bestanden
- ein Herzogliches Regiment zu Pferd mit vier Kompanien und
- ein Herzogliches Regiment zu Fuß mit 1.000 Mann in fünf Kompanien.

Beide Regimenter wurden 1677 wieder bei den Truppen des Schwäbischen Reichskreises eingereiht. Nach dem Krieg sollten die geworbenen Truppen auf Verlangen der Landstände wieder entlassen werden, Herzog-Administrator Friedrich Carl von Württemberg-Winnental behielt jedoch einschließlich der Leibwachen eine Kompanie zu Pferd und vier Kompanien zu Fuß.
Als 1683 die Türken Wien belagerten und der Reichstag das Reichsheer aufbot, sandte Friedrich Carl sofort seine Haustruppen nach Österreich, wo sie am 7. Juli zum Hauptheer unter Herzog von Lothringen stießen und sich an der Befreiung Wiens beteiligten. Danach wurden sie als württembergisches Kontingent in die Truppen des Schwäbischen Reichskreises eingegliedert.
1691 wandelte Friedrich Carl von Württemberg-Winnental 6.000 Mann teilweise zwangsausgehobene Landmiliz in zwei Regimenter reguläre Truppen um:
- Reiter-Regiment v. Freudenberg mit acht Kompanien.

Das Regiment war 1691 bis 1698 in Subsidien des Schwäbischen Reichskreises, wurde nach dem Frieden zu Ryswick reduziert und 1701 in das Leib-Dragoner-Regiment umgewandelt.
- Dragoner-Regiment v. Carlin, später 1. Dragoner-Regiment v. Fugger

Das Regiment war ebenfalls 1691 bis 1698 in Subsidien des Schwäbischen Reichskreises, wurde ebenso reduziert und im Dezember 1701 aufgelöst. Die stattlichsten Leute wurden ausgesucht und daraus eine Esquadron Grenadiere gebildet, der Rest des Regiments wurde in das Leib-Dragoner-Regiment eingereiht.
Das 1689 aus Venedig zurückgekommene Subsidienregiment „Regiment zu Fuß Württemberg“ war von Januar 1689 bis Herbst 1689 im Herzogtum Württemberg das
- Erstes (Gelbes) Leib-Regiment zu Fuß,

war anschließend 1691 in Diensten des Kaisers, dann bis 1698 in Subsidien des Schwäbischen Reichskreises als „Gelbes Regiment zu Fuß“. Nach dem Frieden von Ryswick wurde das Regiment verkleinert und gehörte als Leib-Grenadier-Bataillon von Horn zu den regulären württembergischen Haustruppen.
Die mit dem obigen Regiment erstmals begonnene Zählung wurde mit den 1691 aus der Landmiliz umgewandelten Regimentern
- Zweites (Rotes) Regiment zu Fuß und
- Drittes (Grünes) Regiment zu Fuß

fortgesetzt. Die zusätzlich erhobenen Steuern reichten aber zum Unterhalt der Truppen nicht aus. Alle drei Regimenter wurden daher sofort dem Schwäbischen Reichskreis bis 1693 als Subsidien überlassen.
Zu Beginn des Spanischen Erbfolgekrieges wurden 1701 die herzoglichen Haustruppen umorganisiert:
- Leib-Dragoner-Regiment, ab 1730 1. Dragoner-Regiment von Wittgenstein, ab 1734 als Subsidienregiment 1. Dragoner-Regiment Prinz Louis (s. u.)
- Escadron Grenadiere à cheval aus ausgesuchten Leuten des Dragoner-Regiments von Carlin, ab 1711 1. Escadron Garde Carabiniere, ab 1734 erste Escadron des Kürassier-Regiments Herzogin Maria Auguste
- Leib- u. Garde-Grenadier-Regiment,

gebildet ab 1702 durch Aufstellung sechs weiterer Kompanien aus Leib-Grenadier-Bataillon von Horn, ab 1709 1. Leibregiment, ab 1714 Garde-Füsilier-Regiment, ab 1734 als Regiment Prinz Friederich in Subsidien des Kaisers (s. u.).
- Regiment von Sternenfels, ab 1711 Regiment Prinz Heinrich Friedrich, ab 1713 Regiment von Graevenitz, 1722 aufgelöst.

Der erste Vorläufer der späteren Kriegsschule war ab 1720 das
- Cadetten- oder Cavaliers-Corps, 1728 wieder aufgelöst.

Das 1716 in Subsidien des Kaisers aufgestellte Regiment Alt-Württemberg wurde nach seiner Rückkehr 1720
- Leib-Infanterie-Regiment, ab 1734 nur noch ein Leib-Bataillon, ab 1736 Leib-Infanterie-Regiment, 1744 aufgeteilt.

Aus Teilen des Leib-Infanterie-Regiments wurde 1734
- Regiment Prinz Alexander, noch 1734 Infanterie-Regiment Erbprinz von Württemberg, noch 1734 wieder als Regiment Prinz Alexander in Subsidien des Kaisers (s. u.).

Aus den württembergischen Teilen des Kreis-Dragoner-Regiments (ev.), von dessen sechs Kompanien nach der Festlegung von 1732 3½ Kompanien das Herzogtum Württemberg stellte, bildete Herzog Eberhard Ludwig 1732 ein eigenes
- Kreis-Dragoner-Regiment Württemberg, das ab 1769 ganz als Haustruppe geführt wurde. Ab 1776 Grenadier-Regiment à cheval von Phull, das Regiment war aber tatsächlich nicht beritten. Ab 1788 Grenadier-Regiment à cheval von Harling.

Aus den württembergischen Teilen des 5. Kreis-Infanterie-Regiments (ev.), von dessen elf Kompanien nach der Festlegung von 1732 das Herzogtum Württemberg neun Kompanien stellte, bildete Herzog Eberhard Ludwig ein eigenes
- Kreis-Infanterie-Regiment Württemberg. Neben diesem Namen wurde es auch bezeichnet ab 1767 Infanterie-Regiment von Augé und Infanterie-Regiment von Stain, ab 1786 Infanterie-Regiment von Sachsen-Coburg, ab 1791 Infanterie-Regiment von Phull

Das Regiment wurde 1798 durch die Neugliederung der Infanterie aufgelöst.
1734 wurde aus Landesauswahlmannschaften aufgestellt
- Landregiment mit zwei Bataillonen, ab 1735 Infanterie-Regiment von Remchingen mit drei Bataillonen. Das Regiment wurde 1739 an den Kaiser abgetreten.

Mit der Escadron Garde du Corps und der Escadron Garde-Carabiniers als Stamm wurde ebenfalls 1734 aufgestellt
- Kürassier-Regiment Herzogin Maria Auguste, ab 1741 Dragoner-Regiment Herzogin Maria Auguste

Die beiden oben genannten Escadrons wurden schon 1739 wieder ausgegliedert und als neues Garde du Corps selbständig. 1742 wurde das Regiment an
Anfangs gab es nur auf den Festungen des Herzogtums Artillerie. Aus den „besten Leuten“ wurde 1736 die
- Artillerie-Compagnie, 1758 aufgestockt zum Artillerie-Bataillon, ab 1774 Artillerie-Regiment von Nicolai.

Die folgende über 50-jährige Regierungszeit Herzog Carl Eugens ist durch ständig neu aufgestellte, umgegliederte, vermietete und aufgelöste Truppenteile gekennzeichnet. Für ihn war das Militär kein Machtfaktor, vielmehr diente es ihm zur Ausstaffierung seiner prunkvollen Hofhaltung (Schaumanöver) und zur Geldbeschaffung (siehe unten: Subsidienvertrag mit Frankreich).
- Infanterie-Regiment Prinz Louis

Das Regiment wurde 1744 wurde aus einem Bataillon des Leib-Infanterie-Regiments mit Zuwerbungen aufgestellt. Nach Abgabe des II. Bataillons zur Aufstellung des Regiments von Spiznas 1752 wurde dieses wieder neu aufgestellt. Das Regiment wurde 1756 aufgelöst.
- Garde zu Fuß, ab 1757 Leib-Infanterie-Regiment von Werneck, ab November 1757 Infanterie-Regiment v. Werneck

wurde 1744 aus dem 1. Bataillon des Leib-Infanterie-Regiments gebildet als dieses in das Regiment Prinz Louis umgewandelt wurde. Um 1757 die französischen Forderungen aus dem Subsidienvertrag erfüllen zu können, wurde diese Garde mit 4 Grenadier- und acht Musketier-Kompanien in ein normales Regiment umgewandelt. Im November 1757 wurde das Grenadierbataillon herausgelöst.
- Escadron Leibhusaren

1744 aus einigen wenigen Leib-Husaren auf volle Kompaniestärke gebracht
- Infanterie-Regiment von Spiznas, ab 1758 Infanterie-Regiment von Roman, ab 1761 Infanterie-Regiment Prinz Friedrich Wilhelm, ab 1762 Infanterie-Regiment von Gabelenz

1752 aus dem 2. Bataillon des Regiments Prinz Louis. 1784 trat das Regiment als 1. Garde-Infanterie-Bataillon zur Garde-Legion.
- Füsilier-Regiment, ab 1756 Füsilier-Regiment von Truchseß, ab 1759 vacant (ohne Regimentsinhaber), ab 1762 Füsilier-Regiment Prinz Friederich Wilhelm

1752 neu aufgestellt, 1765 aufgelöst
- Infanterie-Regiment von Wolff, ab 1764 Infanterie-Regiment von Biedenfeld

Ab 1760 das 1759 zunächst vacant zu den Haustruppen zurückgekehrte „Füsilier-/Infanterie-Regiment von Röder“ (siehe unten Subsidien-Regimenter). Das Regiment wurde 1765 aufgelöst.
1757 wurden die Grenadier-Kompanien aus den Regimentern herausgelöst und zu eigenen Bataillonen zusammengefasst:
- Erstes Grenadier-Bataillon

aus den Grenadier-Kompanien des Leib-Infanterie-Regiments. 1758 zu einer neuen Aufstellung der Garde zu Fuß verwandt.
- Zweites Grenadier-Bataillon

aus den Grenadier-Kompanien der Regimenter Prinz Louis und von Spiznas. Das Bataillon wurde im August 1765 aufgelöst.
- Drittes Grenadier-Bataillon (1757–1765)

aus den Grenadier-Kompanien der Regimenter von Truchseß und von Röder. Das Bataillon wurde im August 1765 aufgelöst.
Alle drei Grenadier-Bataillone nahmen unter der Führung des Herzogs am Siebenjährigen Krieg teil.
- Regiment Garde zu Fuß

1758 aus dem ersten Grenadier-Bataillon und Neuwerbungen gebildet. 1765 auf ein Bataillon reduziert und 1788 als 2. Bataillon in die Garde-Legion-Infanterie eingegliedert.
- Leib-Grenadier-Regiment, ab 1763 Herzogs-Grenadier-Bataillon

1758 aus einem Bataillon der Garde zu Fuß errichtet, wurde das Regiment auf drei Bataillone aufgestockt. Nach Herauslösen zweier Bataillone 1763 nur noch Bataillon, 1765 aufgelöst.
- Haus-Grenadier-Bataillon

Im Juni 1763 aus einem weiteren Bataillon des Leib-Grenadier-Regiments als selbständiges Bataillon aufgestellt, 1765 aufgelöst.
- Husaren-Regiment von Gorcy, ab 1763 Husaren-Regiment von Bouwinghausen

1758 unter Einbeziehung der bisherigen Escadron Leibhusaren mit vier Escadronen aufgestellt. 1784 wurde eine Escadron des Regiments in Husaren-Garde der Garde-Legion umbenannt, 1787 zu dieser aus dem Regiment ausgegliedert, im November 1791 aber wieder in das Regiment als einzige tatsächlich berittene Escadron (50 Mann von 250) eingegliedert. Das Regiment selbst wurde nach und nach bis auf diese Escadron reduziert. Mit deren Aufteilung 1798 auf die neu errichtete Garde du Corps bzw. Chevaulegers endete das Regiment.
- Escadron Grenadiere à cheval, ab 1759 Regiment Leibgrenadiere à cheval, ab 1765 Grenadier-Regiment à cheval v. Rothkirch

1758 aufgestellt, nach Aufstellung dreier weiterer Escadrons Regiment. 1775 ging das Regiment im Kreis-Dragoner-Regiment Prinz Friedrich Wilhelm auf, das nun den Namen Grenadier-Regiment à cheval v. Phull bekam.
- Dragoner-Regiment von Röder, ab 1762 Dragoner-Regiment von Rothkirch

1758 mit vier Escadrons aufgestellt, im August 1765 aufgelöst.
- Garnisons-Compagnien, ab 1760 Stabs- oder Garnisons-Regiment, ab 1765 wieder selbständige Kompanien, ab 1769 Garnisons-Regiment

In den Festungen des Herzogtums waren ständig kleinere Einheiten stationiert, die meist aus felddienstuntauglichen Mannschaften bestanden, welche aus den Regimentern abgegeben worden waren. 1759 wurden sie organisatorisch unter ein Kommando zusammengefasst, aus dem im Dezember 1760 das Regiment gebildet wurde. Es wurde jedoch im Rahmen der Truppenreduzierung 1765 zunächst wieder aufgelöst, 1769 wurden sie wieder in einem Regiment zusammengefasst. Von dieser Zeit an war der jeweilige Gouverneur oder Commandant der Festung Hohentwiel gleichzeitig Commandant des Regiments. Ab 1798 unterstanden die in den Festungen stationierten Einheiten wieder direkt den jeweiligen Kommandanten.
- Feldjäger-Corps

1759 für den Krieg mit zwei Abteilungen jeweils zu Pferd und zu Fuß aufgestellt. 1765 verschwand die Abteilung zu Fuß, 1768 die zu Pferd wieder aus den Listen.
- Infanterie-Regiment Prinz Friedrich Wilhelm, ab 1761 Infanterie-Regiment von Romann, 1761–1763 vacantes Regiment v. Romann, ab 1763 Infanterie-Regiment v. Stain

1759 neu aufgestellt, 1767 in das Regiment von Augé = Kreis-Infanterie-Regiment eingegliedert.
- Viertes Grenadier-Bataillon von Heimburg

1761 aufgestellt, im April 1767 aufgelöst.
- Gendarmes-Regiment zu Pferd

Das Regiment bestand nur vom 1. Mai 1760 bis 31. August 1765.

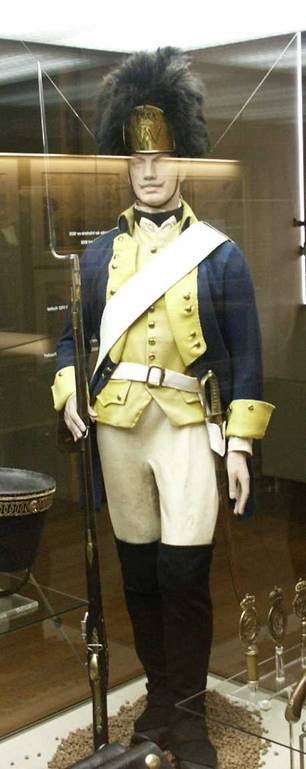
Originaluniform des Grenadier-Regiments von Augé

- Grenadier-Regiment von Augé, ab 1764 Grenadier-Regiment von Gabelenz, ab 1786 Grenadier-Regiment von Sachsen-Coburg, ab 1788 Grenadier-Regiment von Phull, ab 1791 Grenadier-Regiment von Nicolai

1767 gebildet aus den beiden Grenadier-Compagnien des württembergischen Kreis-Infanterie-Regiments und Mannschaften der in den Jahren 1765 und 1766 aufgelösten Grenadier-Bataillone. 1792 wurde mit Teilen der Mannschaft des Regiments das Kreis-Infanterie-Regiment Württemberg aufgefüllt, der Rest des Regiments 1794 aufgelöst.
- Leib-Corps, ab 1788 Leib-Escadron

1763 als eine Abteilung Leibjäger und Leib-Husaren-Corps aufgestellt, erhielt es 1764 diesen Namen. 1776 bildete das Leib-Corps die 1. Compagnie der Garde zu Pferd, wurde 1788 mit der 2. Compagnie zusammengefasst zur Leib-Escadron, war 1788 bis 1791 als eine Escadron dem Grenadier-Regiment à cheval v. Harling zugeteilt und wurde 1791 aufgelöst, die Mannschaft kam zur Garde du Corps.
- Garde-Noble

1775 als adlige Garde-Formation aufgestellt
„Ihr Commandant war der General der Cavallerie und Capitain aller Garden Graf Joh. Franz von Czabelinsky; als Lieutenante standen dabei Generalmajor Graf Aug. Ludw. v. Hohenlohe-Kirchberg und Generalmajor Hartm. v. Chumb-Neuburg; Cornet war der Oberst Friedr. Wilh. Reinh. v. Witzleben. Rittmeister oder Hauptleute aus der Linie versahen hier die Dienste als Unterofficiere, und Lieutenante aus der Linie wurden zu Diensten der Nobel-Gardisten hierher commandiert. In den 1780er Jahren verschwand diese Garde aus den Listen.“
- Infanterie-Bataillon von Rieger, ab 1782 Infanterie-Regiment von Rieger, ab 1782 Infanterie-Regiment v. Scheler, ab 1784 Infanterie-Regiment v. Hügel (nach General Johann Andreas von Hügel)

1776 auf der Festung Hohenasperg aus der Besatzung gebildet, im Januar 1794 wurde die Mannschaft des Regiments in das Garnisons-Regiment übernommen.
- Füsilier-Regiment von Wimpffen

1774 mit zwei Bataillonen aufgestellt, am 1. Dezember 1775 auf die bestehenden anderen Regimenter aufgeteilt.
- Garde-Grenadier-Regiment

1774 mit zwei Bataillonen aufgestellt, jedoch schon am 30. September 1776 in die Garde zu Fuß eingegliedert.
- Leichtes Jäger-Corps, ab 1784 Dragoner-Garde

Im Juni 1776 als Formation berittener Jäger mit der Bezeichnung aufgestellt. Noch im gleichen Jahr wurde sie als 3. Compagnie der Garde zu Pferd zugeordnet, 1784 in die Garde-Legion eingereiht
- Leichte Jäger-Garde / Jäger-Corps zu Pferd

1782 aufgestellt, kam 1784 zur Garde-Legion.
- Garde-Legion

1784 begann Herzog Carl Eugen mit der Aufstellung einer Garde, die aus allen drei Waffengattungen bestehen sollte.
* Jäger-Garde-Grenadier-Compagnie, ab 1794 Leibjäger-Corps
1783 aufgestellt.
* Garde-Infanterie-Bataillon
Im September 1784 aus dem bisherigen Infanterie-Regiment v. Gabelenz und der Jäger-Garde-Grenadier-Compagnie gebildet.
* Scharfschützen-Compagnie
1784 neu aufgestellt.
* Jäger-Garde
Das bisherige Jäger-Corps zu Pferd wurde 1784 in die Legion übernommen.
* Escadron Husaren-Garde
1784 eine Eskadron aus dem Husaren-Regiment v. Bouwinghausen
* Abteilung berittene Artillerie
1784 aus dem Artillerie-Regiment
* Compagnie Garde Dragoner
Im August 1786 als dritte Kavallerie-Einheit aufgestellt.
* Garde-Infanterie-Bataillon
1788 trat die bisherige Garde zu Fuß zur Garde-Legion.
Bei der Aufstellung des württembergischen Kreiskontingentes 1792 mussten auch Teile der Garde zu dessen Vervollständigung herangezogen werden. 1794 wurden alle Garden aufgelöst.
- Artillerie-Corps, ab 1792 Fußartillerie-Compagnie

1790 gebildet aus der berittenen Artillerie-Compagnie der Garde-Legion und der Arsenal-Wachmannschaft, ab 1792 in Subsidien des Schwäbischen Reichskreises
- Artillerie-Corps

1792 aufgestellt, nachdem die einzige Artillerie-Kompanie des Herzogtums ausmarschiert war
1800 wurde die Artillerie vergrößert und gegliedert in
- Bombardier-Compagnie, noch 1800 Erste Fuß-Batterie
- Kanonier-Compagnie, ab 1801 Reitende Batterie
- Depot-Compagnie
- Zweite Fuß-Batterie ab 1805

- Infanterie-Regiment von Hügel

1794 aus den beiden Infanterie-Bataillonen der Garde-Legion.
Über den Zustand der herzoglichen Truppen gegen Ende der Regierungszeit Carl Eugens berichtet der englische Oberst Faucitt von der Suche nach Subsidientruppen in einem Brief vom 7. Februar 1777 aus Stuttgart an den englischen Minister Suffolk:
„Seine (Herzog Carl Eugens) ganze Armee besteht aus 1690 Mann (Offiziere und Unteroffiziere nicht mit eingeschlossen). Die Kavallerie beträgt 410 Mann, die Infanterie 1060 und die Artillerie 220 Mann. Ein Infanterie-Regiment hat im Durchschnitt 240 Mann und ein Kavallerie-Regiment 120 Mann! Ein großer Teil der Soldaten ist beurlaubt. Was bei den Fahnen steht, ist der steif, alt und dekrepit gewordenen Überrest aus dem letzten Kriege. Um die Desertion zu verhindern, giebt man den Soldaten, deren Zeit längst abgelaufen ist, ihre fällig gewordene Löhnung nicht. Ihre Waffen stammen aus dem letzten Kriege, sie sind von allen Kalibern, dabei abgenutzt und wertlos. Ihre Feld-Ausrüstung und Zelte sind von noch schlechterer Beschaffenheit. Die Offizierszelte sind in Stücke geschnitten und in verschiedene Formen gebracht, um bei den ländlichen Festen des Herzogs zu dienen. … Was ich in seinem Arsenal in Ludwigsburg sah, hat mich in meinen ersten ungünstigen Eindrücken nur bestärkt. Ich fand daselbst nur einen schönen Artillerie-Train, den wir aber nicht brauchen können; die dort befindlichen Gewehre verschiedensten Kalibers sind alt, ihre Schlösser zerbrochen oder außer Ordnung; die wenigen Zelte sind alte schäbige Überreste aus dem letzten Krieg.“
Nach dem Ersten Koalitionskrieg wurden 1798 die herzoglichen Truppen ganz neu formiert:
- Garde du Corps

aus den „ansehnlichsten Mannschaften“ des Dragoner-Regiments Württemberg und des Husaren-Regiments von Bouwinghausen
- Reiter-Regiment, ab 1802 Chevauxlegers-Regiment

gebildet aus dem Rest beider vorstehend genannter Regimenter mit zwei Escadrons Chevauxlegers und dem Leibjäger-Corps aus der aufgelösten Garde-Legion. 1801 wurden Garde du Corps und Leibjäger-Corps aus dem Regiment ausgegliedert und drei weitere Escadrons aufgestellt. 1805 wurde das Regiment geteilt in
- 1. oder Leib-Chevauxlegers-Regiment
- 2. Chevauxlegers-Regiment

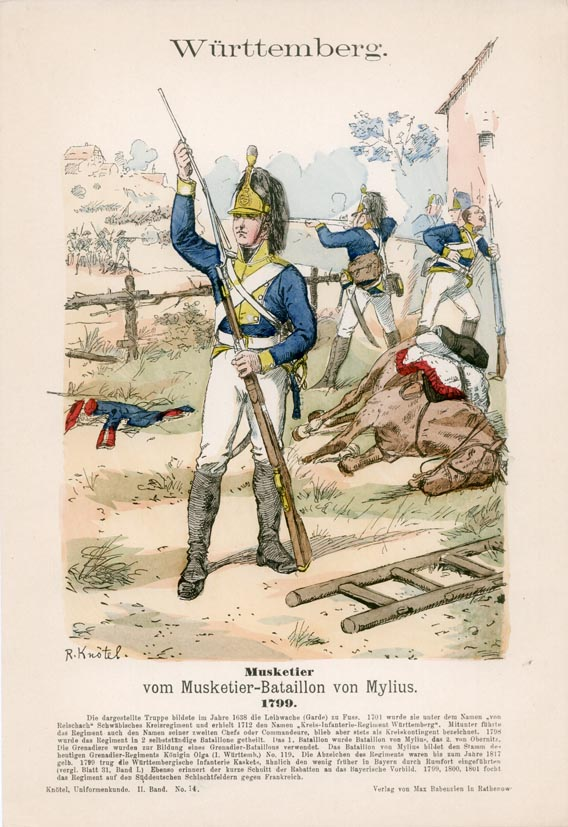
Württemberg. Musketier vom Musketier-Bataillon von Mylius. 1799

- Musketier-Bataillon von Mylius, ab 1803 Musketier-Bataillon Prinz Paul

aus dem 1. Btl des Kreis-Infanterie-Regiments mit vier Compagnien.
- Musketier-Bataillon von Obernitz, ab 1804 Musketier-Bataillon von Lilienberg

aus dem 2. Btl des Kreis-Infanterie-Regiments mit vier Compagnien.
- Musketier-Bataillon von Seeger, ab 1805 Musketier-Bataillon Herzog Wilhelm

aus dem 1. Btl des Infanterie-Regiments von Hügel mit vier Compagnien.
- Musketier-Bataillon von Beulwitz, ab 1804 Musketier-Bataillon v. Romig

mit vier Compagnien.
- Grenadier-Bataillon von Zobel, ab 1802 Leib-Grenadier-Bataillon

gebildet aus den vier Grenadierkompanien der zuvor bestehenden Infanterieregimenter
Zu allen Bataillonen kam 1800/1801 eine fünfte Kompanie hinzu, die jedoch 1805 zur Bildung der Leichten Infanterie-Bataillone abgegeben wurde.
- Fußjäger-Compagnie von Scharffenstein, ab 1800 Jäger-Corps, ab 1801 Fußjäger-Bataillon von Roman, ab 1805 1. Fußjäger-Bataillon von Roman (Schwarze Jäger)

1799 als Flügelkompanie des Grenadierbataillons von Zobel aufgestellt, 1800 mit einer zweiten Jäger-Kompanie selbständig, 1801 mit vier Kompanien Bataillon, 1805 um eine weitere Kompanie verstärkt. Gab im September 1805 zwei Kompanien ab zur Aufstellung eines weiteren Fußjäger-Bataillons
- 2. Fußjäger-Bataillon von Scharffenstein

1805 aus zwei Kompanien des Fußjäger-Bataillons von Roman und einer weiteren aus dem Leibgrenadierbataillon.
- Infanterie-Bataillon Erbprinz

1802 aufgestellt aus den Kontingenten der Kreisstände, die durch den Reichsdeputationshauptschluss von 1803 endgültig an das Herzogtum Württemberg gefallen waren.
- Leichtes Infanterie-Bataillon von Neubronn
- Leichtes Infanterie-Bataillon von Scheler

Beide 1805 aufgestellt aus den fünften Compagnien von jeweils drei Infanterie-Bataillonen.
- Leichtes Jäger-Regiment zu Pferd

noch im Dezember 1805 aufgestellt

### Württembergische Kreiskontingente
Als größter Reichsstand des Schwäbischen Reichskreises hatte das Herzogtum auch das größte Truppenkontingent zu stellen. Da die Kreismiliz als Reichssache galt, bewilligten die Landstände die hierfür erforderliche Gelder immer.
Besonders Herzog Eberhard Ludwig, der gleichzeitig ab 22. März 1707 Kreisgeneralfeldmarschall war, zeigte großese Interesse an der Kreismiliz. „Er versuchte sein Kontingent, das anfangs als Ersatz, dann als Ergänzung der Haustruppen fungierte, beständig in den Kreisregimentern zusammenzuhalten, deren Inhaber er war“ (5. Kreis-Infanterie-Regiment (ev.) und Kreis-Dragoner-Regiment (ev.)). 1732 bildete er aus diesen württembergischen Kontingenten zwei Regimenter der Haustruppen (siehe oben).
Die Stärken der württembergischen Kontingente im Laufe der Zeit zeigt folgende Tabelle:

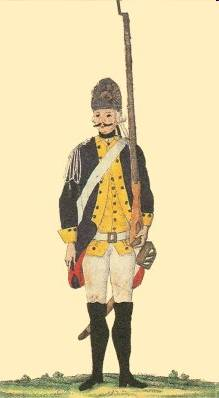
Kreis-Infanterie-Regiment Württemberg
5. Kreis-Infanterie-Regiment

| Armatur                               | zu Pferd                                                                        | zu Fuß                                                              |
| ------------------------------------- | ------------------------------------------------------------------------------- | ------------------------------------------------------------------- |
| 1. Armatur des Kreises 15. April 1664 | 170 Mann unmittelbar zum Allianzkorps des Rheinbundes                           | 200 Mann = 1. Kompanie II. Regiment zu Fuß                          |
| 2. Armatur des Kreises 1673           | 87 Mann in 1. Kompanie Ev. Kreisregiment zu Pferd                               | 194 Mann = 1. Kompanie Ev. Kreisregiment zu Fuß                     |
| 2. Armatur des Kreises 16. Mai 1673   | 174 Mann = 1. + 2. Kompanie Ev. Kreisregiment zu Pferd                          | 435 Mann = 1.–3. Kompanie Ev. Kreisregiment zu Fuß                  |
| 3. Armatur des Kreises 16. Juni 1683  | 175 Mann = 1. + 2. Kompanie II. Regiment zu Pferd                               | 661 Mann = 1.–3. Kompanie II. Regiment zu Fuß                       |
| zusätzliche Truppen 20. Februar 1691  | 81 Mann = 1. Kompanie Dragoner-Eskadron                                         | 195 Mann = 2. Kompanie III. Regiment zu Fuß                         |
| stehendes Heer 27. Mai 1701           | 277 Mann = 1., 2., 5., 6. Kompanie Erbprinz Württembergisches Regiment zu Pferd | 1.363 Mann = 12 (von 13) Kompanien Reischachsches Regiment zu Fuß   |
| Kreismiliz 20. November 1714          | 158 Mann = 1., 4., 6., 8. Kompanie Kreis-Dragoner-Regiment (ev.)                | 836 Mann = 11 (von 13) Kompanien 5. Kreis-Infanterie-Regiment (ev.) |
| Kreismiliz 11. August 1732            | 134 Mann = 3 (von 6) Kompanien Kreis-Dragoner-Regiment (ev.)                    | 655 Mann = 7 (von 9) Kompanien 5. Kreis-Infanterie-Regiment (ev.)   |

### Subsidienregimenter
Die Herzöge gaben die folgenden Regimenter in Subsidien.
- „Regiment zu Fuß Württemberg“

1687 schloss Herzog Administrator Friedrich Carl von Württemberg einen Vertrag mit Venedig über die Stellung eines Regimentes für die Dauer von 2 Jahren. Das Regiment bestand aus Geworbenen aus dem Herzogtum Württemberg und war
von 1687 bis Januar 1689 in Diensten der Republik Venedig
von Januar 1689 bis Herbst 1689 im Herzogtum Württemberg als „Leibregiment“
von Herbst 1689 bis 1691 in Diensten des Kaisers,
anschließend bis 1698 in Subsidien des Schwäbischen Reichskreises als „Gelbes Regiment zu Fuß“. 1693 wurden Mannschaften zur Ergänzung geworben.
Nach dem Frieden von Ryswick wurde das Regiment reduziert und gehörte als Grenadier-Bataillon zu den regulären württembergischen Haustruppen.
- Infanterie-Regiment Prinz Carl Rudolph
- Infanterie-Regiment von Pilssen

Am 20. November 1687 schloss Herzog-Administrator Friedrich Carl einen weiteren Vertrag mit Venedig über die Stellung von zusätzlichen 3.000 Mann ebenfalls für die Dauer von 2 Jahren. Um diese Mannschaft aufbringen zu können, schloss er wiederum mit Prinz Georg von Hessen am 15. Dezember 1687 einen Vertrag über die Stellung eines Regimentes von 1.000 Mann, so dass in Württemberg nur noch zwei Regimenter geworben werden mussten. Beide Regimenter wurden nach der Rückkehr im April 1690 aufgelöst, die Mannschaften teilweise entlassen, teilweise in das Leibregiment übernommen.
Ein weiteres Regiment aus Württemberg (jedoch nicht herzogliches Subsidien-Regiment) war später noch einmal in venetianischen Diensten. „Aus Archival-Acten geht hervor, daß im Jahr 1695 Venedig sich wiederholt an den Herzog Friederich Karl von Württemberg (der nun nicht mehr die Vormundschaft über das Herzogthum führte) gewendet hat, ein Subsidien-Regiment zu stellen. Der Herzog übernahm die Werbung und die Stellung des Regiments. Sein ältester Sohn, Karl Alexander, wurde Chef davon, die Republik sicherte demselben zufolge eines Contractes (Condotta) jährlich eine Pension von 1000 Ducati zu. Wegen der zarten Jugend des Regiments-Chefs (Carl Alexander zählte noch nicht volle elf Lebensjahre) wurde der schon früher auf Morea gestandene Oberst v. Rammstedt Regiments-Commandant, und später ersetzte den letzteren der Oberst v. Roelli. Das Schicksal des Regiments geht verloren, nur aus den Anklageakten der bei dem Regiment gestandenen Officiere, welche durch den Oberst Rammstedt an ihrem Einkommen verkürzt worden zu sein angaben, ist zu ersehen, daß das Regiment im Jahr 1698 wieder aus venetianischen Diensten muß zurückgekommen sein.“
- Erstes (gelbes) Regiment zu Fuß von Herbst 1689 bis 1691 in Subsidien des Kaisers.

Von 1698 bis 1698 (nach dem Frieden von Ryswick stellte der Kreis seine Zahlungen ein) überließ Herzog-Administrator Friedrich Carl von den regulären Haustruppen für jährlich 155.000 fl. (Der Herzog hatte dafür Sold, Verpflegung, Rekrutierung und Remontierung zu übernehmen.) dem Schwäbischen Reichskreis:
- Reiter-Regiment v. Freudenberg
- Dragoner-Regiment v. Carlin
- Erstes (gelbes) Regiment zu Fuß (1693 Werbepatent zur Ergänzung), anschließend als Leib-Grenadier-Bataillon von Horn bei den regulären Haustruppen
- Zweites (Rotes) Regiment zu Fuß und
- Drittes (Grünes) Regiment zu Fuß

Die beiden letztgenannten Regimenter wurden 1698 aufgelöst und die Mannschaften entlassen.
1688 verpflichtete sich Herzog-Administrator Friedrich Carl für die Niederlande (Generalstaaten) 900 Reiter in drei Regimentern anzuwerben, diese sagten ihm für jeden gestellten Mann mit Montur und Waffen, aber ohne Pferd, 60 „Rixdaler“ zu. Die Regimenter wurden an die Niederlande übergeben, aber scheinbar nicht bezahlt. Nach Stadlinger war dieser Betrag noch bei Subsidienverhandlungen 1802 ein Streitpunkt (s. u.), der dann die Verhandlungen scheitern ließ.
Mit einem Subsidienvertrag vom 31. März 1704 stellte der Herzog ein Truppencorps aus drei Regimentern zu Fuß und einem Dragoner-Regiment in einer Gesamtstärke von 4.000 Mann für Kaiser und Alliierte für die Dauer des Spanischen Erbfolgekrieges in den Niederlanden gegen Frankreich. Der Herzog hatte Monturen, Waffen, Munition und die zur Bagage erforderlichen Wagen zu stellen, die Generalstaaten der Niederlande zahlten 375.000 fl. pro Jahr.
- Leib-Dragoner-Regiment
- Regiment zu Fuß von Sternenfels / Prinz Heinrich Friedrich
- Regiment zu Fuß von Hermenn / von Leiningen
- vom Leib- und Garde-Regiment nur das 2. Bataillon mit drei Compagnien.

Die Truppen standen zunächst unter dem Kommando des Generalwachtmeisters und Chef eines Regimentes zu Fuß von Sternenfels, am 12. Dezember 1711 übernahm der in niederländischen Diensten stehende Generallieutenant Prinz Heinrich Friedrich von Württemberg das Kommando über die vier Regimenter und wurde zugleich Inhaber des Regimentes von Sternenfels. Die Truppen kehrten im März 1714 zurück.

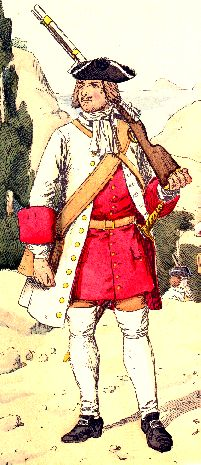
Uniform des Infanterie-Regiments Alt-Württemberg

- „Infanterie-Regiment Alt Württemberg“

Mit Vertrag vom 24. Dezember 1715 verpflichtete sich Herzog Eberhard Ludwig von Württemberg, dem Kaiser ein Infanterie-Regiment zu stellen. Das Regiment wurde aus Freiwilligen der bisher bestehenden Haustruppen und zuzüglich geworbenen in Göppingen bis zum 18. März 1716 aufgestellt, am 17. Mai durch den Herzog gemustert und am 19. Mai bei Offenhausen (beim heutigen Neu-Ulm) an den kaiserlichen Ober-Kriegs-Commissar übergeben und auf den Kaiser vereidigt. Danach verlegte das Regiment auf der Donau über Wien nach Ungarn.
Nach dem Waffenstillstand mit der Türkei marschierte das Regiment am 16. Juli 1718 in Belgrad ab und erreichte am 5. Oktober Mantua. Ab 6. Dezember wurde der Marsch von dort fortgesetzt nach Neapel, wo es am 3. März 1719 ankam. Von dort wurde das Regiment nach Sizilien übergesetzt und blieb dort bis zum Ende der Vermietung. Ab 20. Juni 1719 (Datum des Werbepatents zur Rekrutierung) wurde Ersatz geworben. Am 17. Oktober 1720 begann in Genua der Rückmarsch, am 20. November war das Regiment im Raum Bregenz / Konstanz / Radolfzell.
Am 24. Dezember 1720 wurde das Regiment in Ehingen wieder an den Herzog übergeben. Dieser ernannte es am 31. Dezember 1720 zum „Leib-Infanterie-Regiment“.
- Regiment Prinz Alexander Infanterie

Das Regiment bestand mit Masse aus dem Leib-Infanterie-Regiment und kam 1734 in Subsidien des Kaisers. 1736 kehrte das Regiment zurück, kam aber bereits 1737 wieder in kaiserliche Dienste nach Freiburg als Garnisonsregiment bis 1740. Im gleichen Jahr wurde es förmlich an Preußen abgetreten und am 2. Mai 1740 in Lauffen a.N. durch den Preußischen Oberst von Kalnein übernommen.
Das Regiment hieß in Preußen zunächst „Braunschweig-Bevern zu Fuß“, mit wechselnden Namen. Es kapitulierte 1806.
Ebenso 1734 kamen die regulären Regimenter
- Regiment zu Fuß Prinz Friedrich (zuvor Garde-Füsilier-Regiment)
- Dragoner-Regiment Prinz Louis

in kaiserliche Subsidien. Das erstere wurde 1739, das zweite 1736 an den Kaiser abgetreten.
- Infanterie-Regiment Prinz Louis

von 1744 bis 1748 in Subsidien des Schwäbischen Reichskreises.
In französischen Diensten 1752 bis 1758
- Infanterie-Regiment Prinz Louis (schon bestehend)
- Infanterie-Regiment von Spiznas (schon bestehend)
- Füsilier-Regiment von Truchseß (schon bestehend)
- Füsilier-/Infanterie-Regiment von Röder (aufgestellt am 5. Juni 1754 mit nur sechs Kompanien, allerdings nur mit 57 Neugeworbenen, die Masse kam aus schon bestehenden Regimentern; erst 1757 mit zwei Bataillonen.)
- Infanterie-Regiment von Werneck (ab 1757)

Der Subsidienvertrag vom 15. Dezember 1752 mit Frankreich brachte Herzog Carl Eugen einmalig in die Privatschatulle 130.000 fl., im Frieden jährlich 387.000 fl. und im Krieg jährlich 479.000 fl. Es waren für ihn Einnahmen, über deren Verwendung er frei und ohne Beteiligung des Landtags entscheiden konnte. Dagegen verpflichtete er sich, für die Dauer von sechs Jahren insgesamt 6.000 Mann Infanterie in fünf Regimentern zu je zwei Bataillonen bereitzuhalten. Er verzögerte allerdings die Anwerbung und Aufstellung der Regimenter und gab das Geld für seine Hofhaltung aus.
Nach Ausbruch des Siebenjährigen Krieges 1756 verlangte Frankreich die Herstellung der Einsatzbereitschaft der vereinbarten Truppen und ihren Ausmarsch innerhalb von drei Monaten. Gleichzeitig musste der Herzog wegen der Reichsexekution König Friedrich II. von Preußen das württembergische Kontingent für den Schwäbischen Reichskreis in Stärke von 1.372 Mann zu Fuß und 111 Reitern stellen. „Die Zahl der vorhandenen Truppen betrug aber nicht volle 3000 Mann. Es fehlte an Allem, an Leuten, an Waffen, an Montirung, aber hauptsächlich an Geld, da die bisher bezogenen französischen Subsidiengelder sonst verausgabt waren und die Landstände sich weigerten, den Herzog in einer Sache zu unterstützen, die er für sich gethan hatte.“
Carl Eugen reagierte Herzog ganz als absolutistischer Fürst. Obwohl er nur zwei Jahre vorher die gewaltsame Aushebung abgelehnt hatte, ordnete er die Zwangsaushebung an: „Vom Herzog ermächtigt, hob [der Leiter der Kriegskommission, Major Philipp Friedrich Rieger], unter dem Protest der Landschaft, zuerst aus der Menge der hinsichtlich des Wehrdienstes Nichtprivilegierten, vornehmlich Bauern, [zwangsweise] Rekruten aus, dann bezog er auch vom Wehrdienst Befreite wie Schreiber und Handwerker in seine Zwangsrekrutierung ein und die einer Verhaftung gleichende Aushebung von Betrunkenen, von unsoliden, schlecht beleumundeten Burschen überhaupt machte den Abschluß. Die Sollstärke des Kontingents war erreicht.“
Nach Ablauf des Vertrages am 15. Dezember 1758 schloss Herzog Carl Eugen wegen des immer noch dauernden Krieges und seines weiterhin bestehenden Geldmangels einen Folgevertrag zur Gestellung von 12.000 Mann für die Dauer eines Jahres.
- Das reguläre württembergische „Dragoner-Regiment Herzogin Maria Auguste“

wurde im Mai 1742 an den König von Preußen verkauft. Da das Regiment erst kurz davor eine neue Montierung erhalten hatte, wurde sie mit übernommen und bezahlt. Der größte Teil der Offiziere trat ebenfalls mit in preußische Dienste.
Die hellblaue Farbe der übernommenen Uniform gab wahrscheinlich den Anstoß zur Einführung dieser Farbe bei den preußischen Dragonern.
Das Regiment erhielt in Preußen den Namen „Dragoner-Regiment Württemberg“ und bestand dort bis 7. November 1806. Die Kommandeure stammten bis 1791 weiter aus Württemberg.
- Das 1786 von Herzog Carl Eugen von Württemberg für 900.000 Reichstaler an die Niederländische Ostindien-Kompanie vermietete Kapregiment war in Südafrika, auf Ceylon und in Indonesien (Sumatra und Java) eingesetzt. Von den 3.200 Mann kamen weniger als 100 zurück.

- Noch 1802 baten die Niederlande Herzog Friedrich II. um die Gestellung eines weiteren Subsidien-Regiments zu drei Bataillonen. Der Herzog forderte

für jeden gestellten Mann 180 fl,
das noch auf Java stationierte Bataillon des Kap-Regimentes sollte als eines der drei Bataillone zählen,
die rückständigen Werbegelder von 54.000 „Rixdaler“ aus dem Jahre 1688 sollten bezahlt werden.
Vor allem an der letzten Forderungen scheiterten die Verhandlungen dann.
- Im Zweiten Koalitionskrieg gab Württemberg unter der Bezeichnung Reichs-Contingent-Ergänzungs-Corps (1800–1801) Truppen in englische Subsidien:

Chevauxlegers-Regiment
Fußjägercorps
Infanteriebataillon von Beulwitz
Infanteriebataillon von Seeger
Infanteriebataillon von Seckendorf
Artillerie-Abteilung

## Königreich Württemberg 1806–1814

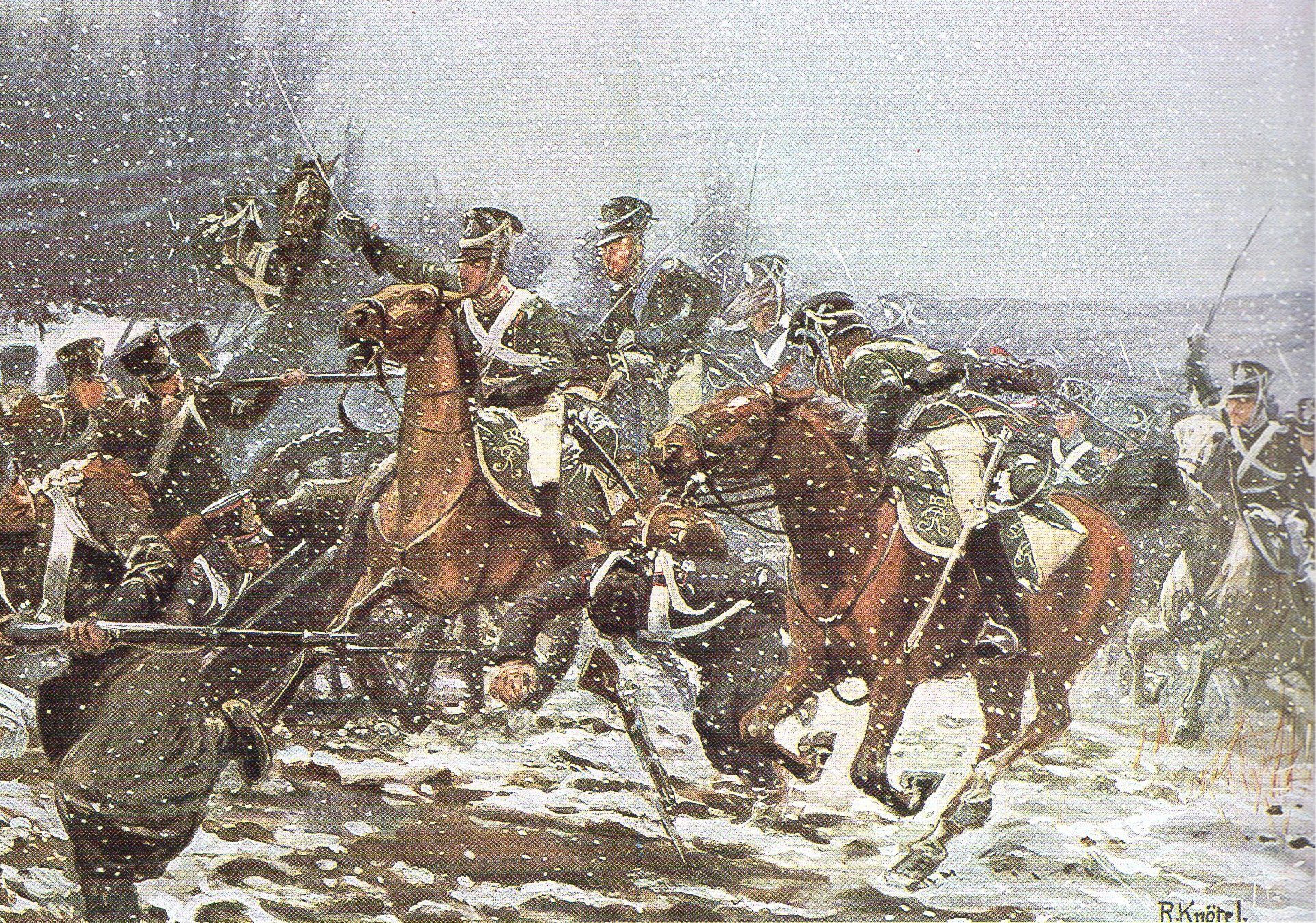
Angriff württembergischer Kavallerie in der Schlacht bei La Rothière 1814

In dieser Zeit bestimmten die Kriege mit und gegen Napoleon die Aufstellung von Truppen. Für das neu entstandene Königreich Württemberg war dies die längste Kriegszeit vor dem Ersten Weltkrieg: Die in den Jahren der Koalitionskriege erlittenen Verluste sind mit 269 Offizieren und etwa 26.500 Soldaten beziffert worden. Nahezu drei Viertel dieser Verluste entstanden in den Kriegen von 1812 und 1813.

### Gesetzliche Grundlagen
Nach dem Militär-Conskriptions-Gesetz vom 6. August 1806 waren zwar alle männlichen Einwohner wehrpflichtig, in der Praxis wurden jedoch aufgrund zahlreicher Ausnahmeregelungen vor allem Arme und Ungebildete ausgehoben. Zudem konnten sich Ausgehobene durch Einsteher vertreten lassen. Die Dienstzeit betrug acht Jahre, bei der Kavallerie zehn Jahre, die Soldaten wurden aber nach einer „Grundausbildung“ beurlaubt. Am 20. August 1809 wurde die Konskriptionsordnung durch Wegfall der Ausnahmen verschärft.
Durch Königliche Ordre vom 12. Dezember 1806 erhielten alle Offiziere ab Stabshauptmann und Stabsrittmeister den persönlichen Adel.

### Militärverwaltung
Dem Kriegsratskollegium wurde 1806 Herzog Wilhelm, der Bruder des Königs, als Kriegsminister vorgesetzt. Das Kriegsministerium blieb jedoch bis Mitte der zwanziger Jahre nur eine Kanzlei des Ministers, die eigentlichen Geschäfte der Militärverwaltung wurden weiterhin durch das Kriegsratskollegium bearbeitet. Dieses wurde 1811 in Kriegsdepartement umbenannt und unterstand nun einem Präsidenten mit Vizepräsident.

### Landmiliz
Die aus dem aktiven Dienst ausgeschiedenen Soldaten wurden ab 1806 in Landbataillonen, die für die Heimatverteidigung vorgesehen waren, in zwei Aufgeboten zusammengefasst. Zum ersten Aufgebot zählten die ausgeschiedenen Infanteristen für die Dauer von vier Jahren, die ausgeschiedenen Kavalleristen und Artilleristen für drei Jahre. Danach gehörten sie für zwei bzw. drei Jahre zum zweiten Aufgebot.
1809 wurden die Landbataillone Stuttgart, Tübingen, Schorndorf, Heilbronn und Rottweil während des Feldzugs gegen Österreich mobilisiert.
In den letzten Monaten des Jahres 1813 wurde die Landwehr wieder mobilisiert und
- acht Landregimenter mit je 1.019 Mann (und acht Pferden) aufgestellt.

Die Regimenter waren nicht uniformiert, trugen eine handbreite gelbe Armbinde mit dem Namen des Bataillons und waren nur mit einer 8 Schuh langen Pike (mit einer 6 Zoll langen eisernen Spitze) bewaffnet. In der „Bekanntmachung in Betreff der definitiven Organisation des Landsturms“ war auch die Aufgabe dieser Landwehr genannt: Einstweilen wird die Landsturms-Mannschaft zu polizeilichen Zwecken, Eskortierung von Transporten und dergleichen benüzt; indem alles stehende Militair bis auf die Königlichen Garden gegen den 20. Febr. [nach Frankreich in der Allianz mit Österreich gegen Napoleon] abmarschirt sein wird . Sie wurden im Herbst 1814 wieder aufgelöst, die Mannschaften teilweise in die normalen Regimenter übernommen.
Im Januar 1815 erließ König Friedrich I. eine General-Verordnung zu einer neuen Aufstellung des Landsturms mit einer Gesamtstärke von 112.000 Mann. Er war gegliedert in
- fünf Infanterie-Divisionen zu

je zwei oder drei Brigaden zu
je sieben bis zehn Bataillonen
- eine Kavallerie-Division zu

zwei Regimentern.
Nach Rückkehr der Truppen im gleichen Jahr wurde der Landsturm wieder aufgelöst, die Offiziere in die Linienregimenter zurückversetzt.
In diesen Verordnungen tauchten in Württemberg erstmals offiziell von den Dienstgraden unabhängige Funktionsbezeichnungen wie Compagnie-Vorsteher, Bataillons-Chef, Brigadier und Divisionär auf, wahrscheinlich weil verschiedene Funktionsinhaber keinen militärischen Rang hatten.

### Reguläre Truppen
Als Herzog Friedrich II. am 1. Januar 1806 die Königswürde annahm, bestanden die württembergischen Truppen nur aus drei Kavallerie-Regimentern, elf selbständigen Infanterie-Bataillonen und drei Artillerie-Kompanien. Dazu kamen noch die kleinen Garde- und Garnisonseinheiten auf den Festungen sowie die Reste des Kapregiments in Asien. Die Mitgliedschaft im Rheinbund verpflichtete den König zur Stellung von 12.000 Mann. Die Teilnahme an den Napoleonischen Kriegen und den Befreiungskriegen erforderte immer wieder die Aufstellung neuer Truppenteile.
Die Rekrutierung der Mannschaften war geregelt durch
- das Militär-Conskriptions-Gesetz vom 6. August 1806[R 18] mit vielen Ausnahmen,
- die Militär-Konskriptionsordnung vom 20. August 1809,[R 19] die keine Ausnahmen mehr zuließ.

Die Bataillone und Regimenter wurden zunächst weiter nach ihren Inhabern benannt. Durch eine Königliche Ordre vom 26. Mai 1811 trat an Stelle der Bezeichnung nach dem Regimentsinhaber eine durchgehende Nummerierung: Alle Linien-Regimenter der Cavallerie und Infanterie, ausgenommen die, so Prinzen des Königl. Hauses zu Chefs haben, werden nicht mehr die Namen des Proprietairs führen, sondern nach Nummern folgendermaßen benannt werden:
Cavallerie
- Nr. 1 Chevauxleger-Regiment Herzog Heinrich
- Nr. 2 Leib-Chevauxleger-Regiment
- Nr. 3 Jäger-Regiment zu Pferde Herzog Louis
- Nr. 4 Jäger-Regiment zu Pferde König
- Nr. 5 Dragoner-Regiment Kronprinz

Infanterie
- Nr. 1 Infanterie-Regiment Prinz Paul
- Nr. 2 Infanterie-Regiment Herzog Wilhelm
- Nr. 3 vorher v. Phull
- Nr. 4 vorher von Franquemont
- Nr. 5 Prinz Friedrich
- Nr. 6 Kronprinz
- Nr. 7 vorher von Koseritz
- Nr. 8. vorher von Scharfenstein
- Nr. 9 vorher von Etzorf

1812 fiel die Bezeichnung Leib-Compagnie bzw. Leib-Escadron weg.
Im Feldzug 1812 gegen Russland wurden die dort eingesetzten württembergischen Truppen ganz aufgerieben. Am 24. Oktober 1812 hatte der König bereits vor der Rückkehr der Reste der württembergischen Truppen befohlen, neue Verbände zum sofortigen Abmarsch ins Feld aufzustellen.
Obwohl König Friedrich 1813 auch auf die Seite der Allianz Russland/Preußen/Österreich wechselte, reagierte er heftig auf den eigenmächtigen Wechsel der Brigade Normann auf die Seite Österreichs am 18. Oktober 1813 bei Leipzig. Die beiden Reiter-Regimenter (Leib-Chevauxlegers-Regiment Nr. 2, Jäger-Regiment zu Pferd Nr. 4 König) sollten aufgelöst werden. Durch den Bedarf an Truppen geschah dies aber nur teilweise, die Regimenter wurden umbenannt
| Alter Namen                                  | Neuer Namen                                  |
| -------------------------------------------- | -------------------------------------------- |
| Chevauxlegers-Regiment Nr. 1                 | Leib-Cavallerie-Regiment Nr. 1 Prinz Adam    |
| Leib-Chevauxlegers-Regiment Nr. 2            | Jäger-Regiment zu Pferd Nr. 4 Prinz Adam     |
| Jäger-Regiment zu Pferd Nr. 3 Herzog Louis   | Cavallerie-Regiment Nr. 2 Jäger Herzog Louis |
| Jäger-Regiment zu Pferd Nr. 4 König          | Jäger-Regiment zu Pferd Nr. 5                |
| Cavallerie-Regiment Nr. 5 Dragoner Kronprinz | Cavallerie-Regiment Nr. 3 Dragoner Kronprinz |

#### Die Truppenteile im Einzelnen
Bei der Annahme der Königswürde durch Herzog Friedrich am 1. Januar 1806 bestanden die gesamten württembergischen Truppen aus drei Kavallerie-Regimentern, elf Infanterie-Bataillonen, drei Artillerie-Batterien, der Garde du Corps und ein Leibjäger-Eskadron (Sie sind im Einzelnen im obigen Abschnitt bei den Haustruppen aufgeführt).
- Leichtes Jäger-Regiment zu Pferd, ab 1806 Jäger-Regiment zu Pferd Prinz Paul, ab 1807 Jäger-Regiment Herzog Louis, ab 1811 Jäger-Regiment zu Pferd Nr. 3 Herzog Louis, ab 1813 Kavallerie-Regiment Nr. 2 Jäger Herzog Louis

neu aufgestellt
- Leib-Chevauxlegers-Regiment, ab 1811 Leib-Chevauxlegers-Regiment Nr. 2, ab 1813 Jäger-Regiment Nr. 4 Prinz Adam

aufgestellt 1806 aus dem ehemaligen Chevauxlegers-Regiment
Das Regiment hatte zur Brigade Normann gehört. Bei der Rückkehr nach Ludwigsburg am 19. November 1813 wurde der Kommandeur entlassen und das Regiment erhielt den neuen Namen.
- Garde zu Fuß, ab 1814 Garde-Regiment zu Fuß

aufgestellt 1806 durch Umbenennung des Leib-Grenadier-Bataillons
- Jäger-Regiment König, ab 1811 Jäger-Regiment zu Pferd Nr. 4 König

1806 neu aufgestellt mit drei Eskadrons. Im November 1813 wurde das Regiment ebenfalls aufgelöst und aus seinen Escadrons ein neues
- Jäger-Regiment zu Pferd Nr. 5

1806 neu aufgestellt.
Das Regiment wurde 1816 aufgelöst, je 2 Eskadrons kamen zum 2. und 3. Reiter-Regiment.
- Infanterie-Regiment v. Schröder, ab 1808 Infanterie-Regiment von Phull, ab 1809 Infanterie-Regiment Prinz Paul, ab 1811 Infanterie-Regiment Prinz Paul Nr. 1, ab 1813 Leib-Infanterie-Regiment Nr. 1

1806 aufgestellt durch Vergrößerung des Musketier-Bataillons Prinz Paul
- Infanterie-Regiment von Franquemont, ab 1811 Infanterie-Regiment Nr. 4

1806 aufgestellt durch Vergrößerung des Musketier-Bataillons von Romig
- 1. Fußjäger-Bataillon von Hügel, ab 1807 König

1806 durch Umbenennung des 1. Fußjäger-Bataillons von Roman Fußjäger-Bataillon König, ab 1811 Fußjäger-Bataillon Nr. 1 König
- Leichtes Infanterie-Bataillon von Brüsselle, ab 1810 Leichtes Infanterie-Bataillon von Stockmayer

1806 durch Umbenennung des Leichten Infanterie-Bataillons
- Infanterie-Regiment Prinz Friedrich, ab 1811 Infanterie-Regiment Prinz Friedrich Nr. 5

Das Musketier-Bataillon von Lilienberg wurde 1807 um eine Compagnie vergrößert, diese jedoch noch im gleichen Jahr als Kader des 2. Bataillons des neuen Füsilier-Regiments von Neubronn (siehe unten) abgegeben. Im August 1808 wurde dazu ein zweites Bataillon aufgestellt und beide zusammen am 3. September 1808 zum Regiment vereint.
- Infanterie-Regiment Herzog Wilhelm, ab 1811 Infanterie-Regiment Nr. 2 Herzog Wilhelm

Das Musketier-Bataillon Herzog Wilhelm wurde 1807 ebenfalls um eine Compagnie vergrößert, diese jedoch noch im gleichen Jahr als Kader des 2. Bataillons des neuen Füsilier-Regiments Kronprinz (siehe unten) abgegeben. Im April 1808 wurde dazu ein zweites Bataillon aufgestellt und beide zusammen 1808 zum Regiment vereint.
- Füsilier-Regiment von Neubronn, ab 1809 Füsilier-Regiment von Koseritz, ab 1811 Infanterie-Regiment Nr. 7, ab 1813 Infanterie-Regiment Nr. 8

Am 6. November 1806 wurde aus dem Garnisons-Bataillon durch Zuziehung von Rekruten ein Füsilier-Bataillon von Etzdorff gebildet, aus dem nach Aufstellung eines zweiten Bataillons aus den 5. Compagnien der Musketier-Bataillone von Lilienberg und von Seckendorff am 15. Mai 1807 das Regiment aufgestellt wurde.
- Ehren-Invaliden-Corps

1806 gegründet durch einen Erlass vom 29. Dezember 1806 zum Bau eines Gebäudes zur Aufnahme von Invaliden.
In ihm sollten durch Wunden, Feldstrapazen oder lange Dienstzeit dienstunfähig gewordene Militärpersonen Aufnahme finden.
- Infanterie-Regiment Kronprinz, ab 1811 Infanterie-Regiment Nr. 6 Kronprinz

1807 durch Aufstellung eines zweiten Bataillons aus dem Infanterie-Bataillon Kurprinz
- Leichtes Infanterie-Bataillon von Hünau, noch 1807 Leichtes Infanterie-Bataillon von Wolff, ab 1812 Leichtes Infanterie-Bataillon von Cornotte, noch 1812 Leichtes Infanterie-Bataillon von Kechler

1807 durch Umbenennung des Leichten Infanterie-Bataillons von Neubronn
- 2. Fußjäger-Bataillon von Neuffer, ab 1811 Fußjäger-Bataillon Nr. 2

1808 durch Umbenennung des 2. Fußjäger-Bataillons von Scharffenstein
Wegen der schweren Verluste im Feldzug 1812 gegen Russland wurden die beiden Fußjäger-Bataillone am 22. Januar 1813 zum Jäger-Bataillon König zusammengefasst, ab 1813 Regiment Nr. 9 leichte Infanterie König mit zunächst nur einem Bataillon. Das zweite Bataillon wurde im November 1813 aufgestellt. Ab 1814 Fußjäger-Regiment Nr. 9 König
- Chevauxlegers-Regiment Herzog Heinrich, ab 1812 Chevauxlegers-Regiment Nr. 1 Prinz Adam, ab 1813 Leib-Cavallerie-Regiment Nr. 1

1807 durch Umbenennung des Chevauxlegers-Regiments
- Landscharfschützen-Bataillon

1809 aus Forst- und Jagd-Candidaten und aus den Depots der Leichten Infanterie- und der Fußjäger-Bataillone aufgestellt.
Nach Abschluss des Feldzuges wurde dessen Mannschaft mit Ausnahme weniger Kader jedoch überwiegend wieder im Forstschutz eingesetzt. Ab Januar 1814 wurden diese Kader mit dem Landregiment Nr. 2 (Hall) zusammengefasst, das von Mai 1814 an die Bezeichnung Landscharfschützen-Regiment Nr. 11 und ab 1815 Leichtes Infanterie-Regiment Nr. 11 führte, aber nur aus einem Bataillon bestand.
- Infanterie-Regiment von Scharffenstein, ab 1811 Infanterie-Regiment Nr. 8, ab 1813 Infanterie-Regiment Nr. 7

1809 aus den Depot-Compagnien der gegen Österreich kämpfenden Infanterie-Regimenter aufgestellt
- 3. Reitende Batterie sowie drei neue Batterien zu Fuß

1809 neu aufgestellt
Die Artillerie bestand nun insgesamt aus einem Stab und 8 einzelnen Batterien.
Am 26. Mai 1814 wurde die Artillerie umgegliedert in eine Artillerie-Brigade mit drei Bataillonen.
- Bodenseeflotille

1809 wurde erstmals in Württemberg ein schwimmender Verband aufgestellt.
- Leichtes Infanterie-Regiment Nr. 10

1813 aus den beiden zusammengefassten Bataillonen leichte Infanterie zunächst mit nur einem Bataillon, im Dezember 1815 kam ein zweites Bataillon dazu.
Das Regiment wurde 1817 aufgelöst und auf andere Regimenter verteilt.
- Garnisons-Regiment Nr. 12

1814 aus dem Land-Bataillon Nr. 1

#### Uniformen
Die Uniformen wechselten öfter als die aufgestellten Truppenteile und können wegen ihrer Vielfalt hier nicht im Einzelnen beschrieben werden.

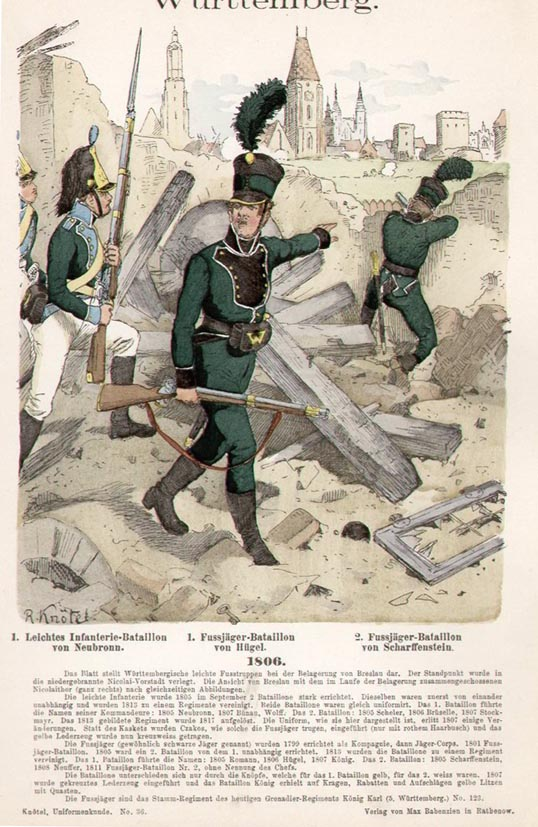
Uniform Leichte Fußtruppen 1806
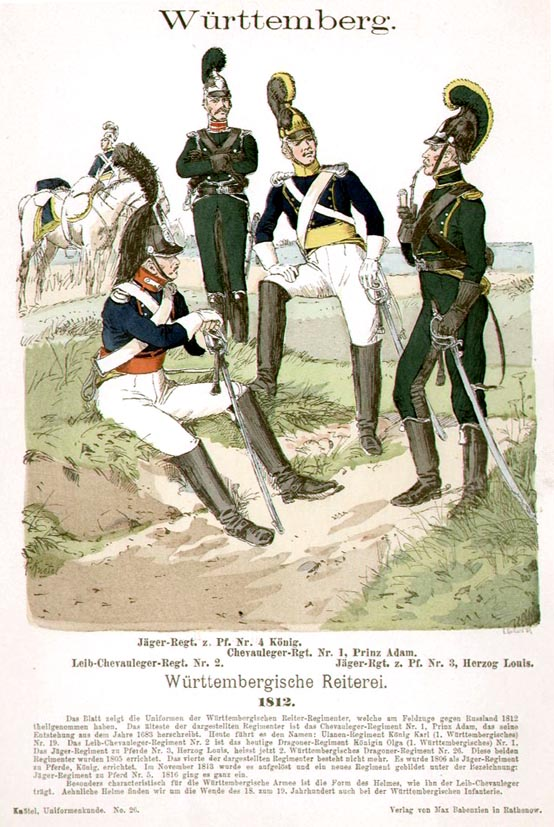
Uniformen Reiterei 1812
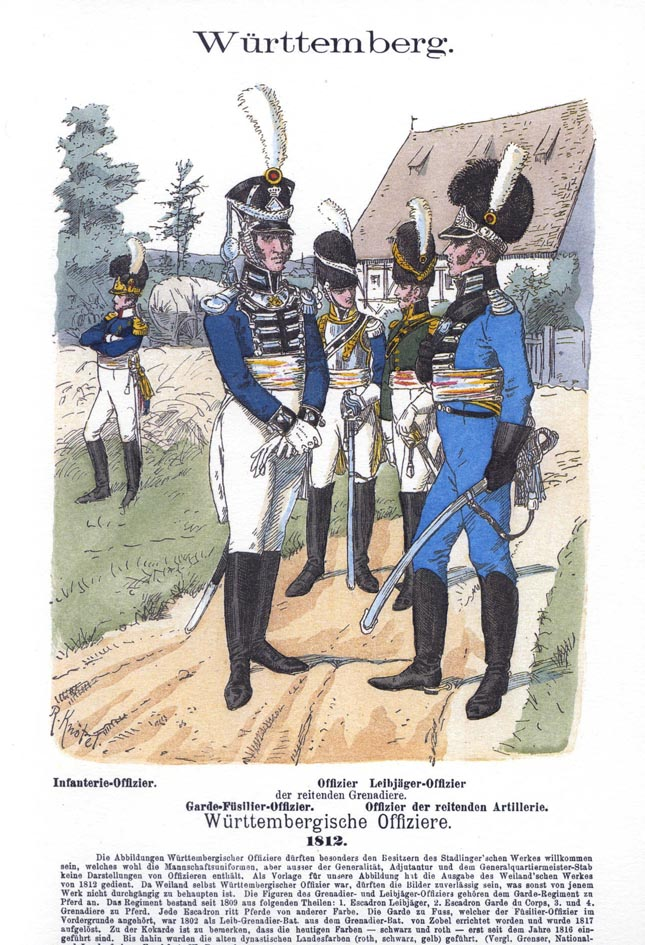
Uniformen Offiziere 1812

#### Fahnen
Über das Aussehen der ursprünglichen Fahnen sind keine Einzelheiten bekannt. Die Württemberger waren stolz, aus dem Feldzug gegen Russland alle Fahnen zurückgebracht zu haben. Die 1812 neu aufgestellten Regimenter erhielten durch Dekret vom 11. Februar 1813 zwei neue Fahnen je Bataillon. Die alten (vier „rosenrote“, wahrscheinlich verblichene ponceaurote des Infanterie-Regiments Herzog Wilhelm Nr. 2, drei „weiße“, wahrscheinlich verblichene rosenrote des Infanterie-Regiments Nr. 4, drei gelbe des Infanterie-Regiments Prinz Paul Nr. 1 und zwei „ganz alte Fahnen, wovon ursprüngliche Farbe nicht mehr erkannt werden kann.“) wurden an das Zeughaus abgegeben.

## Königreich Württemberg im Deutschen Bund 1815–1870
Das Königreich Württemberg stellte im Bundesheer Teile des VIII. Armeekorps, insgesamt 13.955 Mann (davon 10.826 Infanterie, 1.994 Kavallerie und 1.145 Artillerie mit 18 Geschützen).
Am 30. Oktober 1816 starb König Friedrich. Sein Nachfolger König Wilhelm I. hatte als Kronprinz das württembergische Kontingent der Allianz gegen Napoleon geführt und fühlte sich auch als König als Soldat. Er führte 1817 eine durchgreifende Reorganisation des württembergischen Heerwesens durch, wobei der Gesichtspunkt der Kriegstüchtigkeit, nicht der Repräsentation die Hauptrolle spielte. Er konnte diese Reformen wegen noch fehlender Bestimmungen ohne Rücksicht auf die Gliederung des Bundesheeres durchführen. Die Reorganisation betraf
- neue gesetzliche Grundlagen (siehe unten),
- neue organisatorische Gliederung der reduzierten Truppen (siehe unten),
- neue Ausbildungsvorschriften

- Uniforms-Vorschrift für das Königlich Würtembergische Militair in besonderer Beziehung auf die Kleidung der Offiziere, Königliche Hof- und Kanzlei-Buchdrucker Gebrüder Mäntler, Stuttgart 1818
- Exerzier-Vorschrift für die Königlich Würtembergische Infanterie, K. Hof- und Kanzleibuchdrucker Gebrüder Mäntler, Stuttgart 1819
- Exerzier-Vorschrift der Königlich Würtembergischen Reuterei, K. Hof- und Kanzleibuchdrucker Gebrüder Mäntler, Stuttgart 1822
- Exerzier-Vorschrift der Königlich Würtembergischen Artillerie, 2. Band, Bedienung des Feld-Geschützes K. Hof- und Kanzleibuchdrucker Gebrüder Mäntler, Stuttgart 1824
- Plane zu dem vierten und fünften Theil der Exercir-Vorschrift für die Königlich Würtembergische Artillerie, K. Hof- und Kanzleibuchdrucker Gebrüder Mäntler, Stuttgart 1829
- Allgemeine Kriegs-Dienstordnung für die Königlich Württembergischen Truppen, Königl. Hof- und Kanzlei-Buchdruckerei Gebrüder Mäntler Stuttgart, [mehrere Bände, gedruckt 1824 bis 1832]

- neue Festlegung der Uniformen und Dienstgradabzeichen (Die „Uniforms-Vorschrift“ von 1818 zeigte bei der Festlegung der „Gradbestimmungen durch die Epaulettes“, dass die Auszeichnungen (= Dienstgradabzeichen) mehr die Funktion (unabhängig vom tatsächlichen Dienstgrad) auswiesen als den tatsächlichen Rang (= Dienstgrad)).

Es gab von da an auch keine Inhaber von Regimentern oder Kompanien mehr. Erst durch einen Erlass König Karls vom 19. Dezember 1864 wurde wieder an die frühere Tradition angeknüpft und so die Namen einiger Regimenter erweitert: In der Absicht, die früher bestandene Einrichtung der Benennung der Reiter- und Infanterie-Regimenter wieder ins Leben zu rufen, zugleich auch um ausgezeichnete militärische Verdienste in besonderer Weise zu ehren und zu belohnen, finde Ich Mich bewogen, Folgendes zu verfügen:
1. Zum bleibenden Gedächtnis Meines verewigten Herrn Vaters, des Königs Wilhelm Majestät, sollen das 3. Reiter-Regiment und das 6. Infanterie-Regiment, welche unter der Regierung Königs Friedrich den Namen „Kronprinz“ trugen, nunmehr den Namen „König Wilhelm“ führen.
2. Dem 1. Reiter-Regiment und dem 5. Infanterie-Regiment will Ich Meinen Namen, und dem 4. Reiter-Regiment, sowie dem 1. Infanterie-Regiment den Namen Meiner Gemahlin, der Königin Olga Majestät und Libden, verliehen haben.
3. Der Prinz Friedrich von Württemberg Königliche Hoheit und Libden wird zum Inhaber des 2. Reiter-Regiments und der Kriegsminister, Generalleutnant v. Miller, zum Inhaber des 4. Infanterie-Regiments gnädigst ernannt.[X 9]

Für diese Regiments-Inhaber, die lediglich eine die Ehrenfunktion hatten, bürgerte sich die Bezeichnung „Chef des Regiments“ oder Regimentschef ein.
Nach der Niederlage im Deutschen Krieg schloss Württemberg 1867 mit Preußen ein zunächst geheimes ’’Schutz- und Trutzbündnis’’ und begann eine Reform seines Heerwesens. Die allgemeine Wehrpflicht mit zweijähriger Dienstzeit wurde eingeführt und preußische Vorschriften und Exerzierreglements wurden übernommen.

### Gesetzliche Grundlagen
Nach der Bundeskriegsverfassung des Deutschen Bundes hatte das Königreich Württemberg auch Truppen zum Bundesheer zu stellen. Gemäß § 1 der „Näheren Bestimmungen“ von 1821 hatte jeder Bundesstaat 1 % seiner bundesmatrikularmäßigen Bevölkerung als Hauptkontingent zum Bundesheer zu stellen; dazu kam im Kriegsfall ein Ersatzkontingent, das für jedes Kriegsjahr auf höchstens 1/2 % der Bevölkerung beschränkt war. Württemberg hielt sich zwar auf dem Papier an die Forderung des Deutschen Bundes, hielt von den 21.000 Soldaten seines Kontingentes aber nur ein Drittel präsent und schickte die übrigen Wehrpflichtigen nach Beendigung der elementaren Ausbildung auf unbestimmten Urlaub: „§ 344. …Die Soldaten werden von den Hauptleuten zum Urlaub vorgeschlagen, und ist dabei zu berücksichtigen, daß diejenigen zuerst beurlaubt werden, welche den Ihrigen bei der Arbeit zur Hand gehen, oder die sich in Urlaub einigen Vortheil zu verschaffen wissen. Soldaten, die noch nicht lange im Dienst sind, sollen nur dann beurlaubt werden, wenn sie gehörig exerziert und unterrichtet sind.“ da der Landtag nie genügend Mittel zu ihrem Unterhalt bewilligte. Dies änderte sich erst ab 1860.
Die Rekrutierung der Mannschaften war geregelt durch
- Rekrutierungsgesetz vom 17. Februar 1815[R 22]

Die Wehrpflicht wurde in der erst am 25. September 1819 vom König erlassenen Verfassung verankert: „§ 25 Die Verpflichtung zur Vertheidigung des Vaterlandes und die Verbindlichkeit zum Waffendienst ist allgemein; es finden in letzterer Hinsicht keine andere, als die durch Bundesacte und die bestehenden Gesetze begründeten Ausnahmen Statt. Über das Recht, Waffen zu tragen, wird ein Gesetz die näheren Bestimmungen treffen.“
- Rekrutierungsgesetz vom 7. August 1819[R 23]
- Kriegsdienstgesetz von 1868[X 12]
- Nach 1870 galten die Reichsgesetze.

### Militärverwaltung
Ab 1822 hieß das Kriegsdepartement Kriegsrat und wurde dem Kriegsminister unmittelbar unterstellt. 1829 wurde der Kriegsrat aufgelöst, das Kriegsministerium wurde die allein zuständige Zentralbehörde der Militärverwaltung.

### Oberste Kommandobehörde
Bis 1817 waren die Kommandeure der Regimenter unmittelbar dem König unterstellt, im Kriegsfall wurde für die ausrückenden Truppenteile jeweils ein besonderer Gesamt-Kommandeur ernannt. Bei der Reorganisation des württembergischen Heerwesens wurde ab 22. April 1817 das Kriegsministerium oberste Kommandobehörde. Am 19. Juli 1849 wurde ein Korps-Kommando vom Kriegsministerium getrennt und diesem untergeordnet.

### Die Truppenteile im Einzelnen
Zusammen mit den Kontingenten des Großherzogtums Baden, des Großherzogtums Hessen-Darmstadt und bis 1830 (in diesem Jahr wurde eine Reservedivision aus den Kontingenten der Kleinstaaten gebildet) auch der Fürstentümer Hohenzollern-Hechingen, Hohenzollern-Sigmaringen und Liechtenstein bildeten die württembergischen Truppen das VIII. Armeekorps des Bundesheeres.
Die Regimenter der Infanterie und Kavallerie wurden 1817 alle aufgelöst, neu formiert, nur noch nummeriert und auch ihre Stärken neu festgelegt. Lediglich das Ehren-Invaliden-Corps blieb unverändert bestehen.
Die „Reiterei“ (damaliger offizieller Name) wurde gegliedert in
- Reiter-Division

- 1. Reiter-Brigade

- 1. Reiter-Regiment, ab 19. Dezember 1864 1. Reiter-Regiment König Karl, ab August 1870 Ulanenregiment König Karl, ab 2. Oktober 1871 1. Württembergisches Ulanenregiment König Karl, ab 18. Dezember 1871 1. Württembergisches Ulanenregiment König Karl Nr. 19, ab 14. Dezember 1874 Ulanen-Regiment „König Karl“ (1. Württembergisches) Nr. 19

aus dem früheren Kavallerie-Regiment Nr. 3
- 3. Reiter-Regiment, ab 19. Dezember 1864 3. Reiter-Regiment König Wilhelm, ab 2. Oktober 1871 2. Ulanen-Regiment König Wilhelm, ab 18. Dezember 1871 2. Württembergisches Ulanen-Regiment König Wilhelm Nr. 20, ab 14. Dezember 1874 Ulanen-Regiment König Wilhelm (2.Württ.) Nr. 20, ab 6. November 1891 Ulanen-Regiment „König Wilhelm I.“ (2. Württembergisches) Nr. 20

aus dem früheren Dragoner-Regiment Nr. 3 Kronprinz
- 2. Reiter-Brigade

- 2. Reiter-Regiment, ab 19. Dezember 1864 2. Reiter-Regiment Kronprinz Friedrich, ab August 1870  2. Dragonerregiment, ab 2. Oktober 1871 2. Württembergisches Dragonerregiment, ab 18. Dezember 1871 2. Württembergisches Dragonerregiment Nr. 26, ab 14. Dezember 1874 Dragoner-Regiment „König“ (2. württembergisches) Nr. 26

aus dem früheren Kavallerie-Regiment Nr. 2 Jäger Herzog Louis
- 4. Reiter-Regiment, ab 19. Dezember 1864 4. Reiter-Regiment Königin Olga, ab 2. Oktober 1870 1. Dragoner-Regiment Königin Olga, ab 18. Dezember 1871 1. Dragoner-Regiment Königin Olga, ab 18. Dezember ’’1. Württembergisches Dragoner-Regiment Königin Olga Nr. 20’’, ab 14. Dezember 1874 Dragoner-Regiment „Königin Olga“ (1. Württembergisches) Nr. 25

aus dem früheren Jäger-Regiment Nr. 4 Prinz Adam. Es war seit 1813 noch im Elsass stationiert und wurde erst 1815 nach seiner Rückkehr der Brigade unterstellt.
Im Juli 1849 wurden die Reiter-Regimenter in einer Brigade zusammengefasst, die aber bereits am 13. September 1852 wieder in Division (ohne Brigaden) umbenannt wurde.
Dazu kamen noch
- 1 Eskadron Leibgarde,
- 1 Eskadron Feldjäger.

Die Infanterie war gegliedert in
- 1. Division

- 1. Brigade, Standort Stuttgart

- 1. Infanterie-Regiment, ab 1864 1. Infanterie-Regiment Königin Olga, ab 2. Oktober 1871 1. württembergisches Infanterie-Regiment (Grenadier-Regiment) Königin Olga, ab 18. Dezember 1871 1. württembergisches Infanterie-Regiment (Grenadier-Regiment) Königin Olga Nr. 119, ab 14. Dezember 1874 Grenadier-Regiment „Königin Olga“ (1. Württembergisches) Nr. 119

aus dem früheren Leib-Infanterie-Regiment Nr. 1 und dem 1. Bataillon (Grenadier-Bataillon) des Garde-Regiments zu Fuß
- 2. Infanterie-Regiment, ab 1871 2. Infanterie-Regiment Kaiser Wilhelm, König von Preußen, ab 18. Dezember 1871 2. Württ. Infanterie-Regiment Kaiser Wilhelm, König von Preußen Nr. 120, ab 14. Dezember 1874 Infanterie-Regiment „Kaiser Wilhelm, König von Preußen“ (2. Württembergisches) Nr. 120

aus dem früheren Infanterie-Regiment Prinz Friedrich Nr. 5
- 2. Brigade, Standorte 1817 Heilbronn, 1839 Stuttgart, 1849 Ulm

- 3. Infanterie-Regiment, ab 2. Oktober 1871 3. Württembergisches Infanterieregiment, ab 18. Dezember 1871 3. Württembergisches Infanterieregiment Nr. 121, ab 12. Dezember 1874 Infanterieregiment (3. württembergisches) Nr. 121, ab 18. März 1893 Infanterie-Regiment „Alt-Württemberg“ (3. Württembergisches) Nr. 121

aus dem früheren Infanterie-Regiment Nr. 2 Herzog Wilhelm
- 4. Infanterie-Regiment, ab 2. Oktober 1871 4. Württembergisches Infanterie-Regiment, ab 18. Dezember 1871 4. Württembergisches Infanterie-Regiment Nr. 122, ab 18. Dezember 1874 Infanterieregiment (4. württembergisches) Nr. 122, ab 9. Januar 1892 Infanterieregiment (4. württembergisches) Nr. 122 Kaiser Franz Joseph v. Österreich, König v. Ungarn, ab 10. November 1906 Füsilier-Regiment „Kaiser Franz Josef von Österreich, König von Ungarn“ (4. Württembergisches) Nr. 122

aus dem früheren Infanterie-Regiment Nr. 8
- 2. Division

- 3. Brigade, Standort Ludwigsburg

- 5. Infanterie-Regiment, ab 19. Dezember 1864 5. Infanterie-Regiment König Karl, ab 2. Oktober 1871 5. Württembergisches Infanterie-Regiment (Grenadier-Regiment) König Karl, ab 18. Dezember 1871 5. Württembergisches Infanterie-Regiment (Grenadier-Regiment) König Karl Nr. 123 ab 14. Dezember 1874 Grenadier-Regiment „König Karl“ (5. Württembergisches) Nr. 123

aus dem früheren Fußjäger-Regiment Nr. 9 König
- 6. Infanterie-Regiment, ab 1864 6. Infanterie-Regiment König Wilhelm I. ab 2. Oktober 1871 6. württembergisches Infanterie-Regiment König Wilhelm, ab 18. Dezember 1871 6. württembergisches Infanterie-Regiment König Wilhelm Nr. 124, ab 14. Dezember 1874 Infanterie-Regiment König Wilhelm (6. Württembergisches) Nr. 124, ab 6. Oktober 1891 Infanterie-Regiment „König Wilhelm I.“ (6. Württembergisches) Nr. 124

aus dem früheren Infanterie-Regiment Nr. 6 Kronprinz
- 4. Brigade, Standort Ulm

- 7. Infanterie-Regiment, ab 2. Oktober 1871 7. württembergisches Infanterie-Regiment, ab 18. Dezember 1871 7. Württembergisches Infanterie-Regiment Nr. 125, ab 14. Dezember 1874 Infanterieregiment (7. württembergisches) Nr. 12, ab 20. März 1888 Infanterie-Regiment „Kaiser Friedrich, König von Preußen“ (7. Württembergisches) Nr. 125

aus dem früheren Infanterie-Regiment Nr. 7 und vier Kompanien des aufgelösten Infanterie-Regiments Nr. 10
- 8. Infanterie-Regiment, ab 2. Oktober 1871 8. württembergisches Infanterie-Regiment, ab 18. Dezember 1871 8. Württembergisches Infanterie-Regiment Nr. 126, ab 25. April 1891 Infanterie-Regiment „Großherzog Friedrich von Baden“ (8. Württembergisches) Nr. 126. Das Regiment blieb nach dem Ende des Deutsch-Französischen Krieges ab 18. Dezember 1871 in Straßburg, abkommandiert zum XV. Armee-Korps in Straßburg. 1897 wurde es endgültig dort eingegliedert.

aus dem früheren Infanterie-Regiment Nr. 4 und vier Kompanien des aufgelösten Infanterie-Regiments Nr. 10
- Garnisons-Kompanie Hohenasperg

Bei der Artillerie wurde 1817 die Bezeichnung Artillerie-Brigade zwar beibehalten, die für den Einsatz bestimmte (Feld-)Artillerie aber gegliedert als
- Artillerie-Regiment mit Train-Kompanie und

- Bataillon Reitende Artillerie mit vier Batterien
- Bataillon Fußartillerie mit vier Batterien.

Zur Brigade gehörte auch die
- Arsenal-Direction mit der Garnisons-Artillerie-Compagnie.

Zusätzlich wurden in den Garnisonen
- Garnisons-Kompanien

gebildet aus dem Garnisons-Regiment Nr. 12. Sie erfüllten vor allem disziplinarische Aufgaben und wurden 1850 in eine regelrechte Disziplinar-Kompanie zusammengefasst. Diese wurde zwischen 1866 und 1869 in Arbeiter-Kompanie umbenannt und ging 1871 in der Arbeiterabteilung Ulm auf.
1835 änderte sich durch den Wechsel der Garnisonen (siehe Anmerkung dort) auch das Unterstellungsverhältnis der Infanterie-Regimenter:
- 1. Brigade: 5. und 8. Infanterie-Regiment,
- 2. Brigade: 1. und 4. Infanterie-Regiment,
- 3. Brigade: 3. und 7. Infanterie-Regiment,
- 4. Brigade: 2. und 6. Infanterie-Regiment.

Dies wiederholte sich 1847 teilweise:
- 1. Brigade: 5. und 6. Infanterie-Regiment,
- 2. Brigade: 4. und 8. Infanterie-Regiment,
- 3. Brigade: 1. und 7. Infanterie-Regiment,
- 4. Brigade: 2. und 3. Infanterie-Regiment (die Brigade wurde Ende 1848 aufgelöst).

1849 wurde das württembergische Heer umgegliedert. Bei der Kavallerie war die Änderung nur gering. Aus den vier Regimentern wurde eine Brigade gebildet, die aber schon 1852 wieder die Bezeichnung Reiter-Division erhielt. Die Infanterie wurde zusammengefasst in eine Division mit drei Brigaden:
- 1. Brigade: 4., 5. und 6. Infanterie-Regiment,
- 2. Brigade: 3., 7. und 8. Infanterie-Regiment,
- 3. Brigade: 1. und 2. Infanterie-Regiment.

Im September 1855 wurde die Artillerie-Brigade vergrößert und umgegliedert. Neben dem Artillerie-Regiment mit nunmehr 9½ Batterien gehörten die Arsenal-Direction und eine Armee-Train-Abteilung zur Brigade. Letztere war für den Nachschub an Munition für die ganze württembergische Armee zuständig.
1859 wurden zwei Jägerbataillone aufgestellt.
- 1. Jäger-Bataillon bei der 1. Brigade, ab 1866 bei der 3. Brigade, 1871 als Füsilier-Bataillon in das 8. Infanterie-Regiment übernommen.
- 2. Jäger-Bataillon bei der 2. Brigade, 1871 als Füsilier-Bataillon in das 1. Infanterie-Regiment Königin Olga übernommen.
- Das 3. Jäger-Bataillon wurde am 17. September 1865 bei der 2. Brigade aufgestellt und 1871 als Füsilier-Bataillon in das 5. Infanterie-Regiment König Karl übernommen.

1860 wechselten die Infanterie-Regimenter wieder ihre Unterstellung:
- 1. Brigade: 1., 2. und 3. Infanterie-Regiment,
- 2. Brigade: 5., 6. und 7. Infanterie-Regiment,
- 3. Brigade: 4. und 8. Infanterie-Regiment.

#### Württembergische Feldbrigade 1848
Im Schleswig-Holsteinischen Krieg stellte Württemberg eine zusammengestellte kombinierte Brigade unter Generalleutnant Moriz von Miller. Eingesetzt wurden dabei
- 6. Infanterie-Regiment
- 8. Infanterie-Regiment
- 2. Reiter-Regiment
- 3. reitende Batterie

mit einer Gesamtstärke von 4.938 Mann, 1.161 Pferden und 6 Sechspfünder-Kanonen.
Die Brigade marschierte am 21. August 1848 von Ludwigsburg ab in sechs Kolonnen nach Altona, zum Teil mit Dampfschiffen von Mannheim nach Köln, zum Teil mit der Eisenbahn über Frankfurt am Main und Kassel. Noch auf dem Marsch erhielten in Dransfeld das 2. Reiter-Regiment mit der 3. reitenden Batterie den Befehl zur Umkehr nach Frankfurt.
In Altona übernahm Generalleutnant von Miller das Kommando über eine aus württembergischen, badischen und hessen-darmstädtischen Truppen zusammengestellte Division, das Kommando über die württembergische Brigade übernahm Generalmajor Wilhelm von Urach. Die Division wurde nach dem Waffenstillstand von Malmö in ihre Heimat entlassen. Lediglich das II. Bataillon des 8. Infanterie-Regiments blieb zurück und bildete mit dem I. Bataillon des badischen Infanterie-Regiments von Freydorf und einer Fußbatterie aus Hessen-Darmstadt die kombinierte Brigade von Porbeck und war am Gefecht von Ulderup und an der Küstensicherung beteiligt. Im August 1849 kehrte das Bataillon zurück.

#### Württembergisches Beobachtungskorps 1848
Den aus Schleswig-Holstein zurückmarschierenden württembergischen Truppen wurde auf dem Rückmarsch am 24. September 1848 in Hannover befohlen, mit dem VIII. Armee-Korps nach Baden zu marschieren. Bei der Ankunft der Truppen in Freiburg war Struves Freischar bereits bei Staufen zerschlagen. Im Oktober kamen das 2. Reiter-Regiment mit der 3. reitenden Batterie aus Frankfurt und das 4. Infanterie-Regiment aus seiner Garnison in Stuttgart sowie 2 Eskadronen des 4. Reiter-Regiments zum Korps, das den Seekreis als Einsatzraum mit Hauptquartier in Donaueschingen hatte. Bei Beginn der Kampfhandlungen in Baden 1849 verlegte das Korps ins Königreich Württemberg zurück.

#### Württembergische Truppen 1849
Anfang Mai 1849 marschierte das I. Bataillon des 8. Infanterie-Regiments und das II. Bataillon des 4. Infanterie-Regiments als kombiniertes württembergisches Regiment per Bahn nach Frankfurt und sicherte ab 17. Mai bei Lorsch und Heppenheim den Rheinübergang bei Worms. Anschließend kämpfte es im Verband des Neckar-Korps.

#### Mobilmachung 1859
Nach Ausbruch des Sardinischen Krieges wurde für das Bundesheer die Mobilmachung angeordnet. Ende März wurden die Beurlaubten zu ihren Verbänden zurückgerufen, Anfang Mai die Zusammenstellung einer württembergischen Feld-Division aus zwei Feld-Brigaden (fünf Infanterie-Regimenter), einer Reiter-Brigade (drei Regimenter) und 6½ Batterien angeordnet, die erst am 2. Juli zusammentreten konnte und am 21. Juli wieder aufgelöst.

#### Württembergische Felddivision 1866

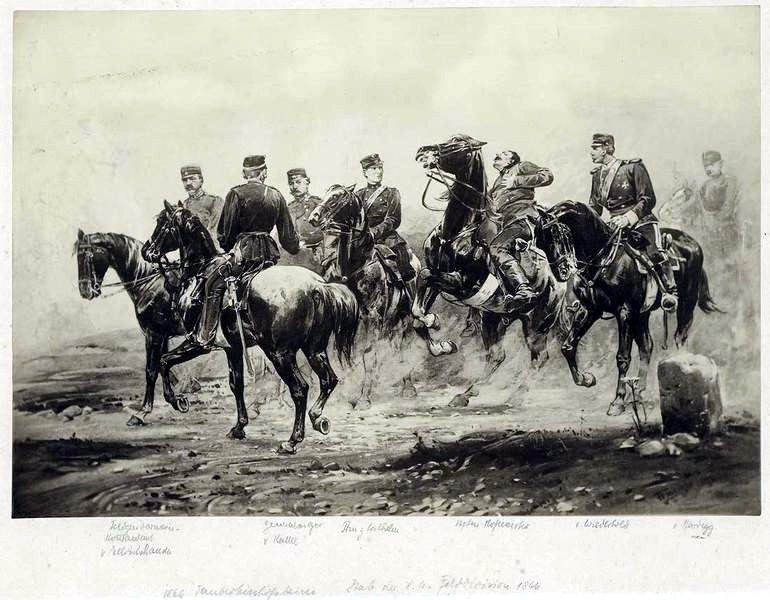
Stab der Kgl. Württ. Felddivision beim Gefecht bei Tauberbischofsheim, 1866

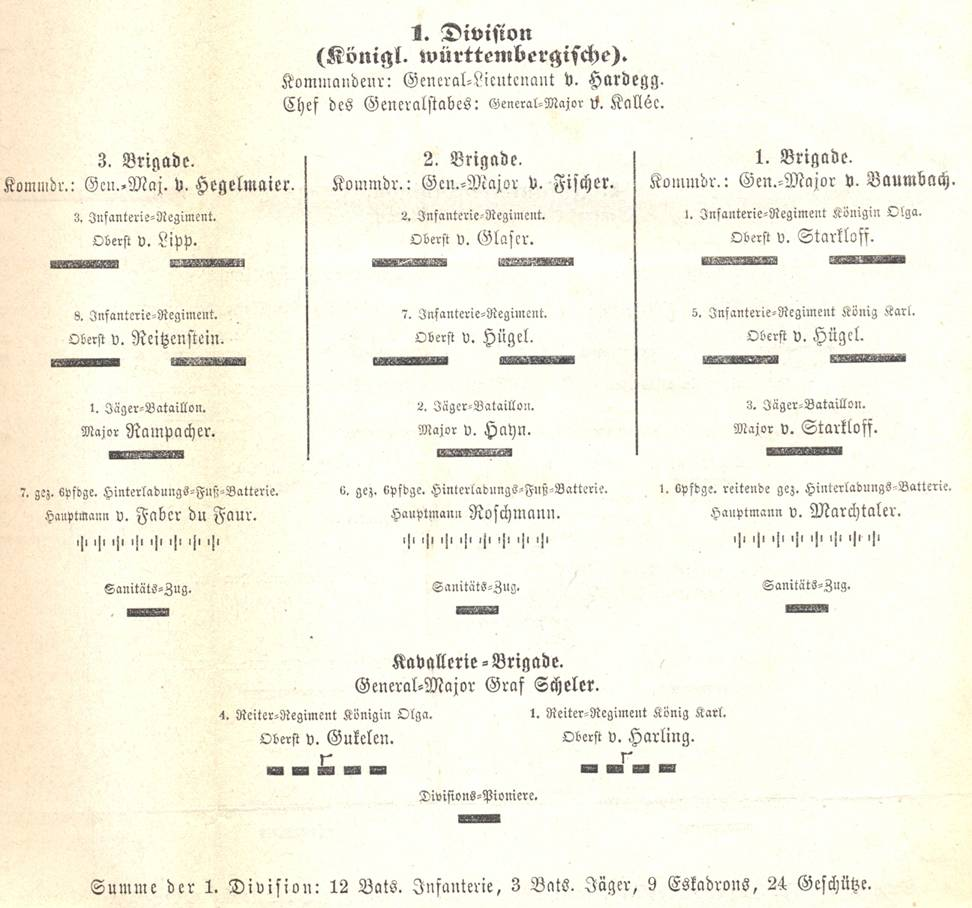
1. (württ.) Division im VIII. Bundes-Armee-Korps 1866

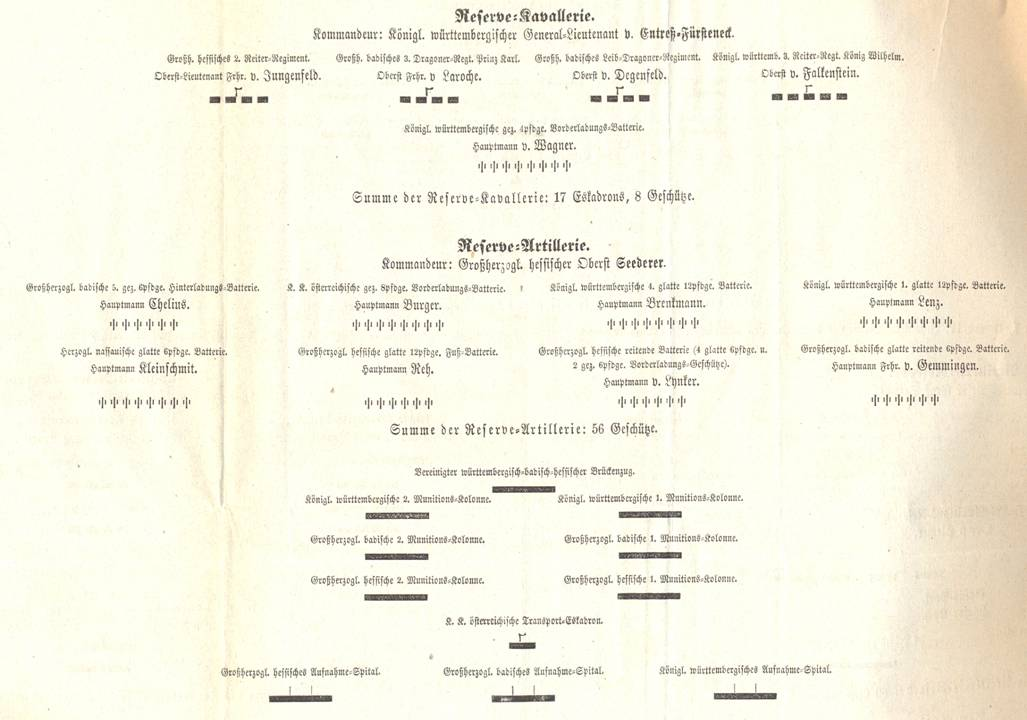
Reserve-Kavallerie und Reserve-Artillerie im VIII. Bundes-Armee-Korps 1866

Im Deutschen Krieg von 1866 stellte Württemberg mit einer zusammengestellten Felddivision unter Generallieutenant Oskar von Hardegg die 1. Division des VIII. Deutschen Bundes-Armee-Korps sowie Teile der Reserve-Kavallerie und der Reserve-Artillerie. Eingesetzt wurden dabei
- 1. Infanterie-Regiment Königin Olga
- 2. Infanterie-Regiment
- 3. Infanterie-Regiment
- 5. Infanterie-Regiment König Karl
- 7. Infanterie-Regiment
- 8. Infanterie-Regiment
- 1. Reiter-Regiment König Karl
- 2. Reiter-Regiment Königin Olga
- 3. Reiter-Regiment König Wilhelm
- 1. bis 3. Jäger-Bataillon
- 1., 4., 6. und 7. Fuß-Batterie sowie 1. reitende Batterie
- 1. und 2. Munitions-Kolonne
- Pioniere und Brücken-Zug

#### Württembergische Felddivision 1870/1871
Im Deutsch-Französischen Krieg 1870/71 stellte Württemberg eine zusammengestellten Felddivision in der 3. Deutschen Armee (Kronprinz Friedrich Wilhelm). Divisionskommandeur war der preußische Generalleutnant Hugo von Obernitz. Eingesetzt wurden dabei
- 1. Feldbrigade (Generalmajor Frhr. von Reitzenstein)

- 1. Infanterie-Regiment Königin Olga
- 7. Infanterie-Regiment
- 2. Jäger-Bataillon
- Sanitäts-Zug

- 2. Feldbrigade (Generalmajor Frhr. von Starkloff)

- 2. Infanterie-Regiment
- 5. Infanterie-Regiment König Karl
- 3. Jäger-Bataillon
- Sanitäts-Zug

- 3. Feldbrigade (Generalmajor Frhr. von Hügel)

- 3. Infanterie-Regiment
- 8. Infanterie-Regiment
- 1. Jäger-Bataillon
- Sanitäts-Zug

- Kavallerie-Brigade (Generalmajor Graf von Scheler)

- 1. Reiter-Regiment König Karl
- 3. Reiter-Regiment König Wilhelm
- 4. Reiter-Regiment Königin Olga

- Artillerie

- 3 Feldartillerie-Abteilungen

- Pionierkorps, Württembergisches Train-Bataillon Nr. 13, Brückentrain und Schanzzeugkolonne, Sanitätszug, sechs Feldspitäler, bespannte Munitionsreserve, Train, vier Proviantkolonnen, Feldschlächterei, Feldbäckerei, mobiles Pferdedepot.[A 11]

Ab 2. August 1870 bildete die Division zusammen mit der Badischen Felddivision das Korps Werder und wurde am 8. August dem V. (preuß.) Armee-Korps unterstellt.

### Uniform
Die Uniformen wurden durch die „Uniformsvorschrift für das Königlich Würtembergische Militair, in besonderer Beziehung auf die Kleidung der Offiziere“ vom Januar 1818 einheitlich. In den Monaten Mai bis Oktober wurde als Dienstrock der Infanterie ein königsblauer Spenzer, in den Monaten November bis April eine königsblaue Kutka ohne Knöpfe, mit Ärmelaufschlägen, Epauletten und Tuchgürtel mit einer Einfassung in der Farbe „der Passepoils oder der Aufschläge“ getragen, bei der Reiterei und der Artillerie ein Rock, vorn herunter, in den Nähten, Taschen, Kragen und Aufschlägen rot, bei der Infanterie „aber nur da, wo es ohnehin die Aufschläge des Regiments mit sich bringen, passsepoiliert“. Die Epauletten waren bei der Reiterei mit Halbmond und acht Schuppen auf dem Band aus Messing, bei der reitenden Artillerie aus poliertem Eisen, bei der Infanterie und Fußartillerie mit silbernem Halbmond und Band aus Tuch mit weißer Kompanie-/Batterienummer. Dazu kam bei allen ein schwarzes Halsband. Alle hatten königsblaue, halbweite, bei Kavallerie und Artillerie rot paspelierte Hosen (im Sommer weiße Hosen und Gamaschen), einen schwarzen Tschako (Reiterei Tuch, Infanterie Filz) mit ledernem Deckel, vorn metallenes Schild mit Regimentsnummer und schwarz-rote Kokarde. Reiterei und reitende Artillerie hatten Bundstiefel, Infanterie und Fußartillerie schwarze Bundschuhe (ab 1820 Gamaschen und Schuhe). Das Lederzeug (unter den Epauletten getragen) war weiß, die Mäntel waren hellgrau.
Bereits 1821 wurden Spenzer und Kutka durch ein königsblaues Kolett ersetzt und die Hosen wurden blau. 1848 wurde ein einreihiger blauer Waffenrock für alle eingeführt. 1864 wurde der nun kürzere Waffenrock dunkelblau mit zwei Reihen Knöpfen und in der Farbe des Regiments eingefasstem Kragen, an die Stelle der Epauletten traten rote Achselwülste, als Dienstgradabzeichen wurden Sterne am Kragen wie in Österreich eingeführt.

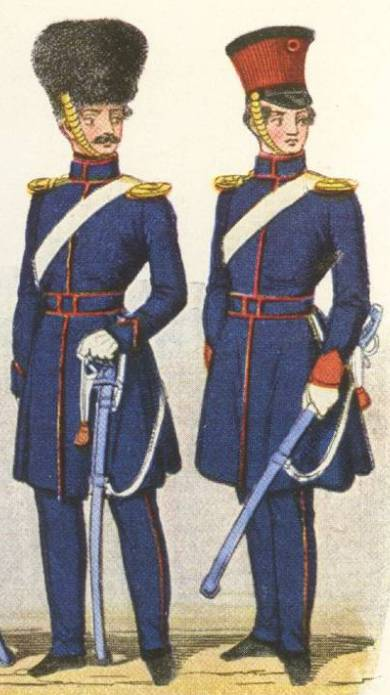
Württemberger Kavalleristen mit Kutka 1817–1821
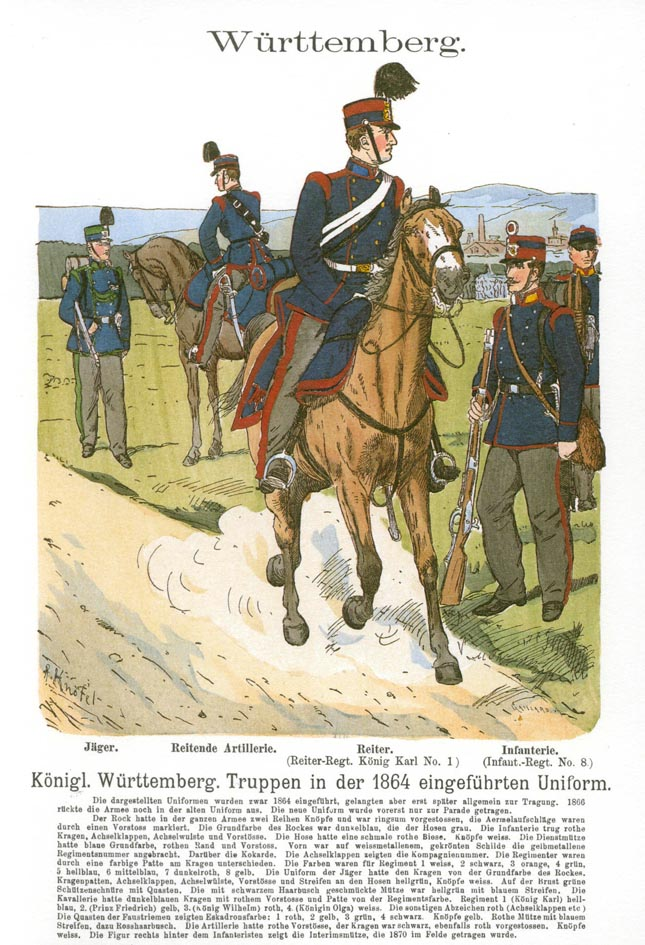
Uniformen ab 1864

### Fahnen
1817 mussten alle Truppenteile ihre Fahnen an das Arsenal abliefern, lediglich das 2. Reiter-Regiment durfte sein Ehren-Standarte, die ihm 1809 verliehen worden war, behalten.
1818 erhielten alle Truppenteile Feldzeichen. Auf einer schwarzen Stange mit Spitze befand sich ein in Bronze gegossener und grün lackierter, golddurchflochtener Lorbeerkranz mit goldenen Beeren, der mit dem Namenszug „W“ des Königs versehen war. Von beiden Seiten eines darunter angebrachten Querbalkens hingen golden-gelbe Schnüre mit Quasten herab. Ein blaues Schild unterhalb des Querbalkens trug die erhabene Nummer des Regiments, bei der Infanterie silbern und bei der Kavallerie golden, die Leibgarde zu Pferd eine Königskrone an Stelle der Nummer.
Durch königliche Ordre vom 3. September 1851 erhielten alle Bataillone neue Fahnen und alle Kavallerie-Regimenter neue Standarten, die ihnen auf dem Cannstatter Wasen durch den König übergeben wurden. Die Fahnen der Infanterie waren von roter Seide, mit dem gekrönten Namenszug „W“ des Königs auf der einen Seite, auf der anderen Seite das von einem gelben Hirsch und einem schwarzen Löwen gehaltenen gekrönte große württembergische Wappen, darunter auf einem blauen Devisenband die Inschrift „Furchtlos und trew“ und das weiße Kreuz des Militärverdienstordens. Die Franseneinfassung war in den Farben der Aufschläge des Regiments. Die Standarten der Kavallerie war aus burgunderroter Seide mit Fransen ringsum (Farben bei den Regimentern verschieden), auf der Vorderseite in gold-gelb der gekrönte Namenszug „W“, auf der Rückseite das von einem gelben Hirsch und einem schwarzen Löwen gehaltene gekrönte württembergische Wappen mit blauem Devisenband und der Inschrift „Furchtlos und trew“. Am unteren Ende des Wappens das weiße Kreuz des Militärverdienstordens. An der Stangenspitze in Gold „W.R.“

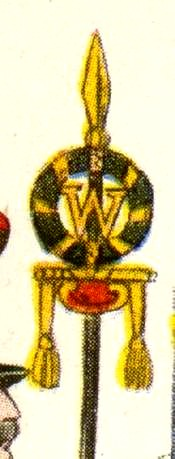
Standarte 1818
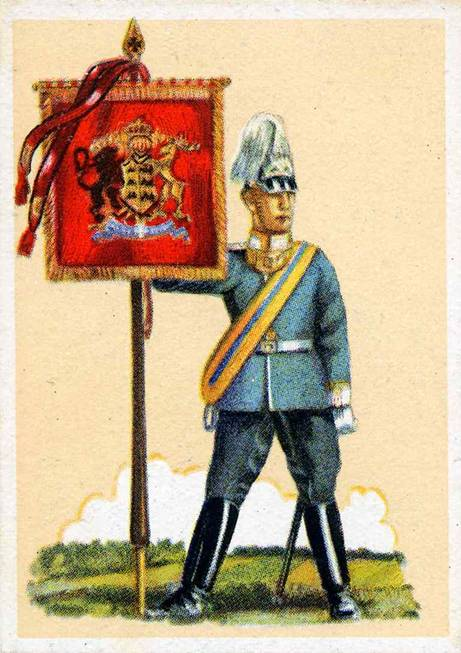
Standarten der Kavallerie
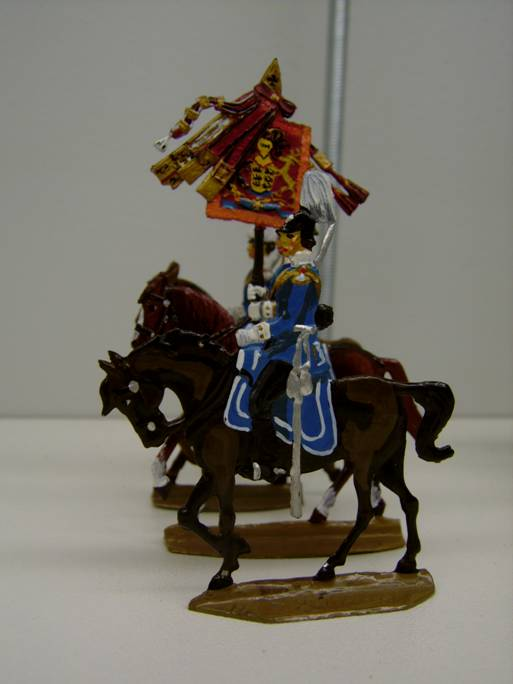
Zinnfigur Standarte 3. Reiter-Regiment
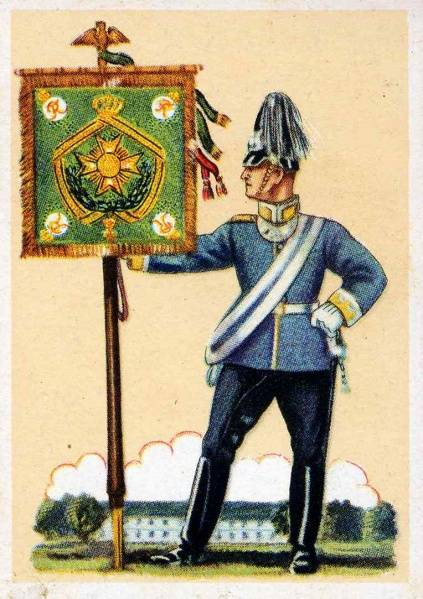
Ehrenstandarte 2. Reiter-Regiment

### Garnisonen und Standorte
Württemberg lehnte sich während der Zeit des Deutschen Bundes an das österreichische Militär an. So wurde neben den österreichischen Dienstgradabzeichen am Kragen die dortige Stationierungsmethode mit periodischem Wechsel der Garnisonen übernommen.
Stuttgart
1817
- Kriegsministerium
- Eskadron Leibgarde
- Eskadron Feldjäger
- 1. Infanterie-Regiment
- 2. Infanterie-Regiment

1818
- 3. Infanterie-Regiment (war 1815 als Besatzung in Niederbronn im Elsass geblieben)

1833
- 4. Infanterie-Regiment

1844
- 6. Infanterie-Regiment

1845
- 4. Reiter-Regiment

1852
- 2. Reiter-Regiment
- 3. Infanterie-Regiment

1856
- 1. Infanterie-Regiment
- 2. Infanterie-Regiment

1866
- 3. Reiter-Regiment

Eßlingen am Neckar
1817
- Stab 2. Reiter-Brigade
- 2. Reiter-Regiment
- 4. Reiter-Regiment

1818
- 3. Reiter-Regiment

1838
- 4. Reiter-Regiment

1866
- 3. Reiter-Regiment

Heilbronn
1818
- 4. Infanterie-Regiment

Ludwigsburg
1817
- Stab 1. Reiter-Brigade
- 1. Reiter-Regiment
- 3. Reiter-Regiment
- Artillerie-Brigade

1818
* 2. Reiter-Regiment
1833
- 4. Reiter-Regiment
- 2. Infanterie-Regiment
- 3. Infanterie-Regiment

1842
* 2. Reiter-Regiment
1849
- 3. Reiter-Regiment
- 2. Infanterie-Regiment

1851
- 1. Infanterie-Regiment

1852
- 4. Reiter-Regiment
- 4. Infanterie-Regiment

1856
- 1. Reiter-Regiment

1866
- 3. Infanterie-Regiment

1871
- 3. Reiter-Regiment

Ulm
1817
- 7. Infanterie-Regiment
- 8. Infanterie-Regiment

1818
- 4. Reiter-Regiment

1833
- 2. Reiter-Regiment
- 6. Infanterie-Regiment

1834
- 2. Infanterie-Regiment

1842
- 3. Reiter-Regiment
- 3. Infanterie-Regiment

1849
- 1. Reiter-Regiment
- 7. Infanterie-Regiment

1852
- 1. Infanterie-Regiment

1856
- 3. Reiter-Regiment

1866
- 4. Infanterie-Regiment

Weingarten
1868
- 2. Infanterie-Regiment

## Königreich Württemberg im Deutschen Reich 1870–1918

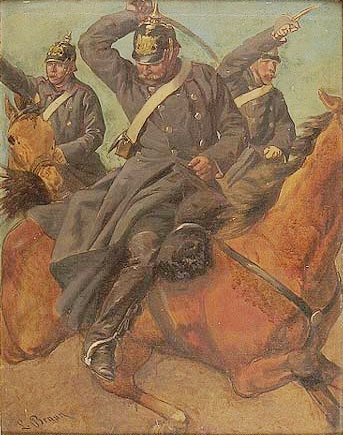
Louis Braun: Württembergische Dragoner

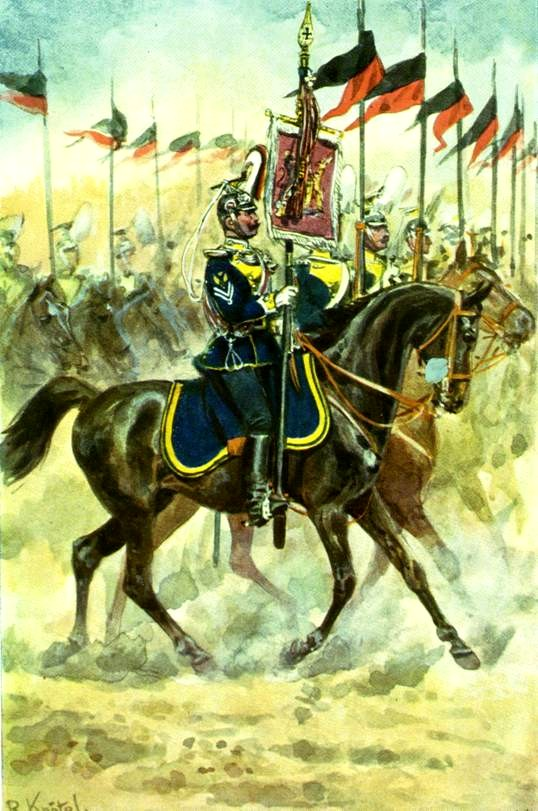
Ulanenregiment König Wilhelm I. (2. Württ.) Nr. 20

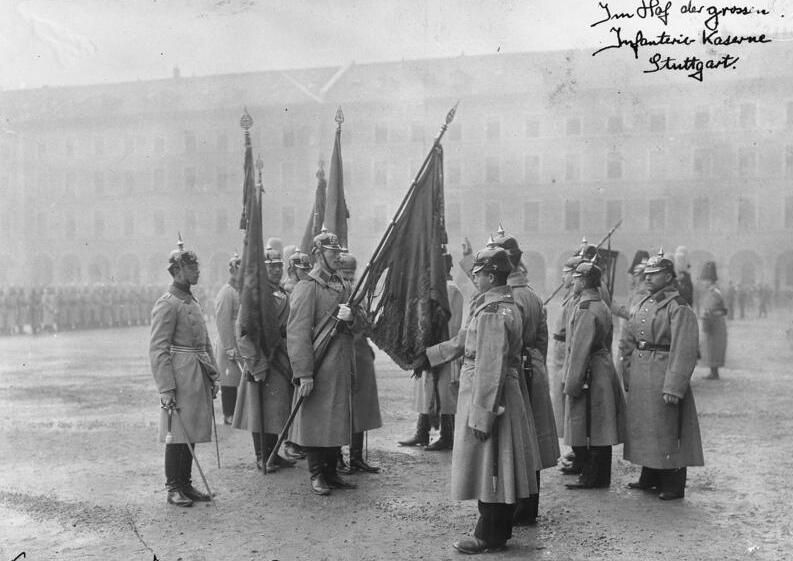
November 1905: Vereidigung im Hof der großen Infanterie-Kaserne (Rotebühlbau) in Stuttgart

### XIII. (Königlich Württembergisches) Armeekorps
Die Württembergische Armee des Kaiserreichs bildete einen eigenständigen Teil des im Krieg aufzubietenden Heeres des Deutschen Reichs. Sie bestand aus dem XIII. (Königlich Württembergisches) Armee-Korps mit Sitz in Stuttgart, dem zwei Divisionen (26. in Stuttgart und 27. in Ulm) unterstellt waren. Kommandierender General war im Normalfall ein württembergischer Offizier. Daneben beteiligten sich württembergische Truppen an der Aufstellung des XV. Armee-Korps (Straßburg).
Die Württembergische Armee hatte gemäß der Militärkonvention mit dem Norddeutschen Bund vom 21./25. November 1870 ähnlich wie Bayern und Sachsen ein eigenes Kriegsministerium und einen eigenen Generalstab und war insofern nicht in das preußische Heer eingegliedert. Chef der Truppen war der König von Württemberg. Kokarde und Wimpel waren in den schwarz-roten Landesfarben, das Koppelschloss trug den Sinnspruch: „Furchtlos und trew“. Die Verbände der württembergischen Armee behielten ihre bisherige interne Nummer, zur Unterscheidung von Truppenteilen anderer deutscher Staaten erhielten sie am 2. Oktober 1871 den entsprechenden Zusatz: „… württembergisches … Regiment“. Am 18. Dezember 1871 erhielten sie zusätzliche Nummern. Diese entsprachen der fortlaufenden Nummerierung aller Regimenter des deutschen Bundesheeres, unabhängig von ihrer Zugehörigkeit zu einem der Kontingente. Die württembergischen Infanterieregimenter erhielten die Nummern 119 bis 126, die Kavallerieregimenter die Nummer 19 und 20 sowie 25 und 26 und die Artillerieregimenter die Nummern 26 und 27. Sie erhielten am 14. Dezember 1874 die Namen in der endgültigen Schreibweise und Nummerierung: „… Regiment (x. Württembergisches) Nr. x“. Häufige Schreibweisen waren auch „… (x. Württemb.) Nr. x“ oder „… (x. Württ.) Nr.x“, z. B. Infanterieregiment (3. württembergisches) Nr. 121.
Die Eigenständigkeit gegenüber Preußen drückte sich auch darin aus, dass die Württemberger Truppen noch bis 1891 statt des preußischen einreihigen einen zweireihigen Waffenrock trugen.

### Württembergische Truppen außerhalb des XIII. (Königl. Württ.) Armeekorps
- Das Ehreninvaliden-Corps blieb bestehen und wurde am 31. März 1909 aufgelöst.
- Schlossgardekompanie ab 1. August 1872.

Die Stärke der Kompanie betrug einen Feldwebelleutnant, zwei Feldwebelsergeanten, drei Feldwebelunteroffiziere, 44 Unteroffiziere. Sie wurden rekrutiert aus gedienten älteren Unteroffizieren der Reserve und der Landwehr, jedoch nur Halbinvalide, Zivilanstellungsberechtigte oder Felddienstunfähige, die aber noch Garnisonsdienstfähig waren. Nicht zur Kompanie zählten die Offiziere. Zunächst führte das Kommando ein vom König beauftragter Offizier der Truppe. Ab 1892 führte ein diensttuender Flügeladjutant die Kompanie mit den Befugnissen eines Regimentskommandeurs, ihm war ein weiterer Offizier mit den Befugnissen eines Kompaniechefs zugeteilt. „Die Schlossgardekompanie diente zur Beaufsichtigung der königlichen Schlösser und Gärten sowie als Ehrenwache bei feierlichen Anlässen; außerdem hatte sie den Wachdienst im Innern der Schlösser zu verrichten.“
- 8. Infanterie-Regiment, ab 18. Dezember 1871 8. Württembergisches Infanterie-Regiment Nr. 126, ab ?? Infanterie-Regiment Großherzog Friedrich von Baden (8. württ.) Nr. 126

Das Regiment kehrte nach dem Deutsch-Französischen Krieg nicht in seine Garnison zurück, sondern blieb ab 18. Dezember 1871 in Straßburg, abkommandiert zum XV. Armee-Korps (Straßburg). 1897 wurde es endgültig dort eingegliedert.
- Württ. Festungsartillerie-Bataillon, ab 15. November 1873, als es auf den preußischen Etat übernommen wurde, Württ. Fußartillerie-Bataillon Nr. 13, am 1. Oktober 1893 endgültig Kgl. Preuß. Fußartillerie-Bataillon Nr. 13
- 16. (Württ.) Kompanie / Kgl. Preuß. Eisenbahn-Regiment in Berlin ab 1. April 1887, ab 2. Oktober 1893 4. (Württ.) Kompanie / Kgl. Preuß. Eisenbahn-Regiment Nr. 3. Die Kompanie wurde ab 1. Oktober 1899 in den preußischen Etat übernommen.
- 4. (Württ.) Kompanie / Kgl. Preuß. Luftschiffer-Bataillon Nr. 4
- 4. (Württ.) Kompanie / Kgl. Preuß. Eisenbahn-Regiment Nr. 34 in Berlin ab 1. Oktober 1913.
- 3. (Württ.) Kompanie / Kgl. Preuß. Telegraphen-Bataillon Nr. 4 in Karlsruhe ab 1. Oktober 1913.
- Württ. Detachement bei der Kgl. Preuß. Festungsfernsprech-Kompanie Nr. 4 in Straßburg ab 1. Oktober 1913.

### Garnisonen und Standorte (1912)
Nach der Rangliste des aktiven Dienststandes der Königlich Preußischen Armee und des XIII. (Königlich Württembergischen) Armeekorps, Berlin 1912.
Stuttgart:
- Kriegsministerium
- Württembergische Schloßgarde-Kompanie
- Generalkommando XIII. (Königlich Württembergisches) Armee-Korps
- Kommando 26. Division (1. Königlich Württembergische)
- Kommando 51. Infanterie-Brigade (1. Königlich Württembergische)
- Kommando 26. Kavallerie-Brigade (1. Königlich Württembergische)
- Grenadier-Regiment „Königin Olga“ (1. Württembergisches) Nr. 119
- Infanterie-Regiment „Kaiser Friedrich, König von Preußen“ (7. Württembergisches) Nr. 125
- Dragoner-Regiment „König“ (2. württembergisches) Nr. 26 (in Cannstatt)
- II. Abteilung Feldartillerie-Regiment „König Karl“ (1. Württembergisches) Nr. 13 (in Cannstatt)

Ulm:
- Kommando der 27. Division (2. Königlich Württembergische)
- Kommando der 53. Infanterie-Brigade (3. Königlich Württembergische)
- Kommando der 54. Infanterie-Brigade (4. Königlich Württembergische)
- Kommando der 27. Feldartillerie-Brigade (2. Königlich Württembergische)
- Infanterie-Regiment „Kaiser Wilhelm, König von Preußen“ (2. Württembergisches) Nr. 120
- Grenadier-Regiment „König Karl“ (5. Württembergisches) Nr. 123
- 9. Württembergisches Infanterie-Regiment Nr. 127
- Stab, 1., 3. und 4. Eskadron Ulanen-Regiment „König Karl“ (1. Württembergisches) Nr. 19
- Stab und I. Abteilung Feldartillerie-Regiment „König Karl“ (1. Württembergisches) Nr. 13
- 3. Württembergisches Feldartillerie-Regiment Nr. 49
- Württembergisches Pionier-Bataillon Nr. 13

Ludwigsburg:
- Kommando der 52. Infanterie-Brigade (2. Königlich Württembergische)
- Kommando der 26. Feldartillerie-Brigade (1. Königlich Württembergische)
- Kommando der 27. Kavallerie-Brigade (2. Königlich Württembergische)
- Infanterie-Regiment „Alt-Württemberg“ (3. Württembergisches) Nr. 121
- Dragoner-Regiment „Königin Olga“ (1. Württembergisches) Nr. 25
- Ulanen-Regiment „König Wilhelm I.“ (2. Württembergisches) Nr. 20
- Feldartillerie-Regiment „Prinzregent Luitpold von Bayern“ (2. Württembergisches) Nr. 29
- 4. Württembergisches Feldartillerie-Regiment Nr. 65
- Württembergisches Train-Bataillon Nr. 13

Weingarten:
- Infanterie-Regiment „König Wilhelm I.“ (6. Württembergisches) Nr. 124

Straßburg im Elsaß:
- Infanterie-Regiment „Großherzog Friedrich von Baden“ (8. Württembergisches) Nr. 126

Heilbronn:
- Stab, I. und III. Bataillon Füsilier-Regiment „Kaiser Franz Josef von Österreich, König von Ungarn“ (4. Württembergisches) Nr. 122

Mergentheim:
- II. Bataillon Füsilier-Regiment „Kaiser Franz Josef von Österreich, König von Ungarn“ (4. Württembergisches) Nr. 122

Tübingen:
- Stab und I. Bataillon 10. Württembergisches Infanterie-Regiment Nr. 180

Gmünd:
- II. und III. Bataillon 10. Württembergisches Infanterie-Regiment Nr. 180.

Wiblingen:
- 2. und 5. Eskadron Ulanen-Regiment „König Karl“ (1. Württembergisches) Nr. 19

Berlin:
- Württembergisches Detachement der Betriebs-Abteilung der Königlich Preußischen Eisenbahn-Brigade
- Württembergisches Detachement des Königlich Preußischen Telegraphen-Bataillons Nr. 1
- Württembergisches Detachement des Königlich Preußischen Kraftfahr-Bataillons
- Württembergisches Detachement der Königlich Preußischen Versuchs-Abteilung des Militär-Verkehrswesens mit Versuchs-Kompanie

Metz (Lothringen):
- Württembergisches Detachement des Königlich Preußischen Luftschiffer-Bataillons Nr. 3

Truppenübungsplatz Döberitz (Brandenburg):
- Württembergisches Detachement der Königlich Preußischen Fliegertruppe

Für die inaktiven Landwehrverbände und -einheiten gab es Bezirke, die auf den Ortstafeln standen.

### Erster Weltkrieg
Bereits am 15. Juli 1914 wurden der Jahrgang 1867 und ein Teil des Jahrgangs 1866 einberufen. Mit der Mobilmachung 1914 und während des Ersten Weltkriegs wurden weitere württembergische Verbände aufgestellt (nichtwürttembergische Truppenteile sind in der folgenden Aufstellung kursiv gekennzeichnet).
- 26. (Württ.) Reserve-Division 2. August 1914

Divisionstruppen: Württ. Reserve-Sanitäts-Kompanie, Reserve-Divisions-Brücken-Train 26, 4. Pionier-Kompanie XIII, 5 Reserve-Munitions-Kolonnen, 8 Trains
51. (Württ.) Reserve-Infanterie-Brigade mit Württ. Reserve-Infanterie-Regiment Nr. 121 und 10. Württ. Infanterie-Regiment Nr. 180
52. (Württ.) Reserve-Infanterie-Brigade mit Württ. Reserve-Infanterie-Regiment Nr. 119 und Württ. Reserve-Infanterie-Regiment Nr. 120
Württ. Reserve-Dragoner-Regiment
Württ. Reserve-Feldartillerie-Regiment 26
- 51. (württ.) Landwehr-Infanterie-Brigade 2. August 1914 mit Württ. Landwehr-Infanterie-Regiment Nr. 119, Württ. Landwehr-Infanterie-Regiment Nr. 121 und Württ. Landwehr-Infanterie-Regiment Nr. 123
- 52. (württ.) Landwehr-Infanterie-Brigade 2. August 1914 mit Württ. Landwehr-Infanterie-Regiment Nr. 120,
- 53. (württ.) Landwehr-Infanterie-Brigade 2. August 1914 mit Württ. Landwehr-Infanterie-Regiment Nr. 124 und Württ. Landwehr-Infanterie-Regiment Nr. 125
- 51. (württ.) Ersatz-Infanterie-Brigade 2. August 1914 mit Brigade-Ersatz-Bataillonen 51 bis 54, Kavallerie-Ersatz-Abteilung XIII. A.K., 1. Ersatz-Abteilung Württ. Feldartillerie-Regiment 29, 1. Ersatz-Abteilung Württ. Feldartillerie-Regiment 65, 2 Munitions-Kolonnen, Magazin-Fuhrpark-Kolonne
- 54. (Württembergische) Reserve-Division 26. August 1914

Divisionstruppen: Reserve-Sanitäts-Kompanie 54, 2 Reserve-Feld-Lazaretten, Reserve-Divisions-Brücken-Train 54, 3 Reserve-Munitions-Kolonnen, 2 Reserve-Fuhrpark-Kolonnen, Reserve-Pferde-Depot 27, Reserve-Bäckerei-Kolonne 34
107. Reserve-Infanterie-Brigade mit Sächs. Reserve-Infanterie-Regiment 245 und Reserve-Infanterie-Regiment 247
108. Reserve-Infanterie-Brigade mit Reserve-Infanterie-Regiment 246 und Reserve-Infanterie-Regiment 248
Sächs. Reserve-Jäger-Bataillon 26 und Maschinengewehr-Abteilung 9
Reserve-Kavallerie-Abteilung 54
Württembergisches Reserve-Feldartillerie-Regiment Nr. 54
- 7. (Württembergische) Landwehr-Division 14. April 1915

Divisionstruppen: Leichte Minen-Werfer-Abteilung 208. Fernsprech-Trupp, Festungs-Luftschiffer-Trupp 13A, Lichtsignal-Abteilung, 4. Kompanie/Pionier-Bataillon 14, 2. und 3. Landwehr-Pionier-Kompanie XIII. A.K., Landwehr-Feldlazarett 14, Landwehr-Sanitäts-Kompanie 15, Landwehr-Sanitäts-Kompanie 31, Sanitäts-Kraftwagen-Kolonne, 3 Landwehr-Munitions-Kolonnen, württ. Landwehr-Artillerie-Munitions-Kolonne 1
51. Landwehr-Brigade mit Landwehr-Infanterie-Regiment 119, Württ. Landwehr-Infanterie-Regiment Nr. 123, IV./ Landwehr-Infanterie-Regiment 99, Festungs-Maschinengewehr-Abteilung Neubreisach, Festungs-Maschinengewehr-Truppe Istein, Festungs-Maschinengewehr-Truppe Neuenburg
52. (Württembergische) Landwehr-Brigade mit Gebirgs-Kompanie, Württembergisches Landwehr-Infanterie-Regiment Nr. 121 und Württ. Landwehr-Infanterie-Regiment Nr. 126
Landwehr-Eskadron 1 und 2
Landwehr-Feldartillerie-Regiment 1
- 2. (württ.) Landwehr-Division 19. Dezember 1915, teilweise aus anderen Verbänden übernommen (x), teilweise neu aufgestellt (+)

Divisionstruppen: Minenwerfer-Kompanie 302 (+), Fernsprech-Doppelzug 202 (+ 21.- Januar 1916), 1. Landwehr-Pionier-Kompanie (x 61. Landw.-Brig.), 5. und 6. Landwehr-Pionier-Kompanie (+ 15. Januar 1916), Scheinwerfer-Zug 299 († 1. Februar 1916), Landwehr-Sanitäts-Kompanie 23, Landwehr-Sanitäts-Kompanie 35 (+ 30. Dezember 1916), 7 Kolonnen (+), Leichte Feldbäckerei-Kolonne 7 XIII († 2. Januar 1916)
- Württ. Gebirgs-Bataillon 1. Oktober 1915, 3. Mai 1918 vergrößert zum württ. Gebirgs-Regiment, württ. Gebirgs-Artillerie-Abteilung 27. August 1915
- Württembergisches Landsturm-Infanterie-Regiment Nr. 39 1916
- 204. (Württembergische) Infanterie-Division Sommer 1916 mit sächsischen Truppen gemischt, ab Dezember 1916 württembergisch

Divisionstruppen Pionier-Kompanie 116, Divisions-Brücken-Train 204, Feldsignal-Trupp 407, Landwehr-Sanitäts-Kompanie 23, Feldlazarett 407, Divisions-Kraftwagen-Kolonne, Inf.- und Art.-Munitions-Kolonne 604, Feldbäckerei-Kolonne 82, Pferde-Lazarett 249
407. Infanterie-Brigade mit Reserve-Infanterie-Regiment 120, Infanterie-Regiment Nr. 413 und Infanterie-Regiment Nr. 414
4. Eskadron Ulanen-Regiment „König Karl“ (1. Württembergisches) Nr. 19
Reserve-Feldartillerie-Regiment Nr. 27
- 242. (Württembergische) Infanterie-Division 16. Januar 1917

Divisionstruppen: Minenwerfer-Kompanie 442, Pionier-Kompanien 375 und 376, Fernsprech-Abteilung 242, Sanitäts-Kompanie 32, Feldlazarette 208 und 503, Divisions-Kraftwagen-Kolonne 652, Pferde-Lazarett 275
242. Infanterie-Brigade mit Infanterie-Regiment 127 (von 27. Inf.-Div.), Württ. Infanterie-Regiment Nr. 475 und Infanterie-Regiment 476
2. Eskadron württ. Reserve-Dragoner-Regiment
Feldartillerie-Regiment 281
- 26. (Württembergische) Landwehr-Division 24. Januar 1917

Divisionstruppen: Minenwerfer-Kompanie 326, 4. und 6. Landwehr-Pionier-Kompanie XIII, Fernsprech-Abteilung 526, Landwehr-Sanitäts-Kompanie 31, Feldlazarett 256, Divisions-Kraftwagen-Kolonne 795, Feld-Rekrutendepot
51 Landwehr-Brigade mit Landwehr-Infanterie-Regiment 119, Landwehr-Infanterie-Regiment 123 und Landwehr-Infanterie-Regiment 124
3. Eskadron Ulanen-Regiment „König Wilhelm I.“ (2. Württembergisches) Nr. 20
Feldartillerie-Regiment 116
- 243. (Württembergische) Infanterie-Division ab 1. April 1917 (davor 8. preußische Ersatz-Division, ab 1. Februar 8. württ. Ersatz-Division)

Divisionstruppen Minenwerfer-Kompanie 443, Fernsprech-Abteilung 243, Scheinwerfer-Zug 248, Sanitäts-Kompanie 420, Artillerie-Munitions-Kolonne 166, Infanterie-Munitions-Kolonne 102, Fuhrpark-Kolonne 175, Divisions-Kraftwagen-Kolonne 653, Pferde-Lazarett 277
Infanterie-Regiment 478 (davor Ersatz-Infanterie-Regiment 51), Infanterie-Regiment 479 (davor Ersatz-Infanterie-Regiment 52) und Füsilier-Regiment 122
3. Eskadron Ulanenregiment König Karl (1. württembergisches) Nr. 19
Württembergisches Feldartillerie-Regiment Nr. 238
- verschiedene Flieger-, Luftschiffer- und Flugabwehr-Truppenteile

### Nach 1918
Nach dem Ersten Weltkrieg erfolgte gemäß den Vorschriften des Versailler Vertrages zunächst die Demobilisierung der Armee. Die Provisorische Regierung Württembergs unterstellte am 21. November 1918 das stellvertretende XIII. Generalkommando dem württembergischen Kriegsministerium, nach seiner Abdankung am 30. November 1918 entband König Wilhelm II. alle Beamten und Soldaten von ihrem Eid auf ihn. Mit der Bildung der Reichswehr der Weimarer Republik wurden dann alle Verbände und Einheiten der früheren deutschen Heere aufgelöst. Durch Verfügung des württembergischen Kriegsministeriums I a Nr. 17431 vom 16. April 1919 wurde die Auflösung des stehenden württembergischen Heeres zum 30. April 1919 angeordnet. Die noch vorhandenen Regimentsstäbe blieben aber für weitere Aufgaben im Zusammenhang mit der Auflösung weiter bestehen. Sie wurden am 1. Oktober 1919 in Abwicklungsstellen umgewandelt und nach Abschluss aller Arbeiten bis zum 1. Juli 1920 auch aufgelöst.
Die Verfassung der Weimarer Republik übertrug einige wichtige im Kaiserreich noch bei den süddeutschen Staaten liegende Hoheitsrechte endgültig an das Reich. Das bedeutete für Württemberg u. a. den Übergang der Sicherheitstruppen an die Reichswehr, so dass das württembergische Kriegsministerium ab Juni 1919 aufgelöst werden konnte.

## Volksstaat Württemberg 1918–1919
Die provisorische Regierung Blos des Volksstaates Württemberg beschloss unmittelbar nach dem Ende des Ersten Weltkrieges am 20. Dezember 1918 aus den vorhandenen Resten des alten Heeres Sicherheitseinheiten aufzustellen, die im Mai 1919 in 3 Sicherheitsregimenter ohne Regimentsstäbe zusammengefasst wurden. Ihre Aufgabe war der „Schutz des militärischen Eigentums und die Sicherstellung der öffentlichen Ernährung.“ Führer der Sicherheitstruppen war der Leutnant der Landwehr Paul Hahn.
Am 16. April 1919 wurde in Ulm aus den Sicherheitstruppen eine
- Sicherheitsabteilung Graeter

gebildet, die bei Augsburg und München zur Bekämpfung der Münchner Räterepublik eingesetzt und danach wieder aufgelöst wurde.
Von den Sicherheitstruppen unabhängig wurde am 25. Februar 1919 die Aufstellung einer
- Württembergische Freiwilligen-Abteilung Haas (Generalmajor Otto Haas)

auf dem Truppenübungsplatz Münsingen befohlen. Sie sollte aus dem 1. bis 3. Württembergischen Freiwilligen-Regiment bestehen. Tatsächlich wurde nur das 1. Regiment aufgestellt. Es wurde am 16. April zu einem Angriff auf Augsburg, am 28. April zu einem Angriff auf München eingesetzt.
Diese württembergischen Sicherheitstruppen und Freiwilligenverbände wurden ab Juni 1919 in die Reichswehr-Brigade 13 der Vorläufigen Reichswehr überführt.

## Dienstgrade
| Dienstgrade der Württembergischen Armee | Dienstgrade der Württembergischen Armee                                |
| --- | ---------------------------------------------------------------------- |
| ab 1817 | ab Dezember 1871                                                       |
| Offiziere |                                                                        |
| General (um 1817 nur der Kriegsminister) | General                                                                |
| Generallieutenant | Generallieutenant (ab Januar 1899 Generalleutnant)                     |
| Generalmajor | Generalmajor                                                           |
| Oberst | Oberst                                                                 |
| Oberstlieutenant | Oberstlieutenant (ab Januar 1899 Oberstleutnant)                       |
| Major | Major                                                                  |
| Hauptmann bzw. Rittmeister I. Klasse (vorher Hauptmann bzw. Eskadronchef) | Hauptmann bzw. Rittmeister                                             |
| Hauptmann bzw. Rittmeister II. Klasse (vorher Stabs-Hauptmann bzw. Stabs-Rittmeister, 1841 zusammengelegt mit Hauptmann/Rittmeister I. Klasse)                                        | entfallen                                                              |
| Ober-Lieutenant (vorher Premier-Lieutenant) | Premier-Lieutenant (ab Januar 1899 Oberleutnant)                       |
| Unter-Lieutenant (vorher Seconde-Lieutenant), ab 1841 Lieutenant | Second-Lieutenant (ab Januar 1899 Leutnant)                            |
| Unteroffiziere |                                                                        |
| Oberfeldwebel, Oberwachtmeister (bis 1817 Feldwebel bzw. Wachtmeister), Oberfeuerwerker, Stabshornist                                                                                 | Feldwebel, Wachtmeister, Oberfeuerwerker                               |
| Portepeefähnrich (bis Okt. 1867 Fähnrich, bis Dez. 1864 Portepeekadet(t)) | Portepeefähnrich                                                       |
| Feldwebel, Wachtmeister, Feuerwerker (1817 als Zwischenstufe neu eingeführt) | Sergeant, Feuerwerker                                                  |
| Fourier (bis 1825 Quartiermeister) | entfallen                                                              |
| Obermann (in allen Waffengattungen; bis 1817 Unteroffizier) | Unteroffizier, Oberjäger                                               |
| Hornist | unbekannt                                                              |
| Mannschaften |                                                                        |
| Rottenmeister (infanterie und Kavallerie; vorher Vice-Unteroffizier, fungierend als Unteroffizier-Stellvertreter), Oberkanonier, Oberpionier, Obertrainsoldat (nicht aber Oberjäger!) | Gefreiter                                                              |
| Tambour |                                                                        |
| Schütze (ab 1817 der Unteroffizieranwärter in Infanterie und Kavallerie, doch später wieder verschwunden. Vor dem Gemeinen rangierend, als Flankeur bzw. Plänkler eingesetzt)         | entfallen                                                              |
| Gemeine: Soldat (Infanterie, auch in Jägerbataillonen), Reiter, Kanonier (1. & 2. Classe), Pionier (1. & 2. Classe), Trainsoldat, Feldjäger                                           | Füsilier, Grenadier, Musketier, Kanonier, Pionier, Reiter, Trainsoldat |

Die Dienstgrade der württembergischen Armee folgten ab 1871 dem preußischen Beispiel. Entsprechend wurde die Rangleiter der Unteroffiziere in später noch um den Feldwebelleutnant (1877) und den Offizierstellvertreter (1887) ergänzt.
siehe auch: Dienstgrade des Deutschen Heeres (Deutsches Kaiserreich)

## Teilnahme an Kriegen
Württembergische Truppen waren an folgenden Kriegen beteiligt:
- Dreißigjähriger Krieg 1618–1648
- Türkenkrieg 1663/1664
- Türkenkrieg 1683–1699
- Französisch-Holländischer Krieg 1672–1678
- Pfälzischer Erbfolgekrieg 1688–1697
- Spanischer Erbfolgekrieg 1701–1714
- Polnischer Erbfolgekrieg 1733–1738
- Siebenjähriger Krieg 1756–1763
- Koalitionskriege 1792–1815
- Badische Revolution 1848–1849
- Während des Krimkriegs beschloss der Bundestag am 18. Februar 1855, die Hauptkontingente des Bundesheeres sollten innerhalb von 14 Tagen „marsch- und schlagfertig“ sein.
- Während des Zweiten Italienischen Unabhängigkeitskrieges beschloss der Bundestag 1859 wieder die Mobilmachung.

In beiden Fällen wurden Truppen nicht eingesetzt. Die württembergischen Truppenteile waren trotz Anstrengung nach Monaten noch nicht einsatzbereit.
- Deutsch-Dänischer Krieg 1864
- Deutscher Krieg 1866
- Deutsch-Französischer Krieg 1870–1871
- Erster Weltkrieg 1914–1918

Einzelne württembergische Soldaten nahmen zudem an folgenden Konflikten teil:
- Boxeraufstand 1900–1901
- Kolonialkrieg in Deutsch-Südwestafrika 1904–1908